# Preludio de la invasión rusa de Ucrania
El preludio de la invasión rusa de Ucrania refiere a los acontecimientos desarrollados a partir de marzo de 2021 en el marco de la guerra ruso-ucraniana y que desembocaron en la entrada de las Fuerzas Armadas de Rusia en territorio de la vecina Ucrania el 24 de febrero de 2022. 
Entre marzo y abril de 2021 Rusia reunió alrededor de 100 000 soldados, misiles y otras armas pesadas cerca de su frontera con Ucrania, lo que representó la mayor movilización de fuerzas desde la anexión de Crimea por parte de ese país en 2014. Esto generó preocupaciones sobre una posible invasión, si bien las tropas se retiraron parcialmente en junio siguiente. Entre octubre y diciembre del mismo año se avivó la crisis, con un despliegue de fuerzas rusas en la frontera con Ucrania que llegó a 175 000 soldados en Rusia y en Bielorrusia según la inteligencia estadounidense.
En el otoño de 2021, Rusia presentó dos borradores de tratados que contenían solicitudes de lo que denominó «garantías de seguridad», que incluían una promesa jurídicamente vinculante de que Ucrania no se uniría a la Organización del Tratado del Atlántico Norte (OTAN). También pedían una reducción de las tropas y del equipo militar de la OTAN estacionados en Europa del Este, y amenazó con una respuesta militar no especificada si esas demandas no se cumplían en su totalidad. La OTAN rechazó estas solicitudes.  Estados Unidos y la Unión Europea advirtieron a Rusia de sanciones económicas «rápidas, severas y masivas» en caso de que finalmente invada Ucrania.
Entretanto, Estados Unidos publicó información de inteligencia sobre los planes de invasión rusos, incluidas fotografías de satélite que mostraban tropas y equipos rusos cerca de la frontera con Ucrania. Estados Unidos continuó publicando informes que predijeron los planes de invasión. Durante estos acontecimientos, el gobierno ruso negó repetidamente que tuviera planes para invadir o atacar Ucrania; quienes emitieron las negativas incluían al portavoz de Putin, Dmitri Peskov, en noviembre de 2021, al viceministro de Relaciones Exteriores, Serguéi Riabkov, en enero de 2022, al embajador ruso en los Estados Unidos, Anatoly Antonov, el 20 de febrero de 2022, y al embajador ruso en la República Checa, Aleksandr Zmeyevski, el 23 de febrero de 2022.
El 21 de febrero de 2022, Rusia reconoció oficialmente las dos regiones separatistas en el este de Ucrania, la República Popular de Donetsk y la República Popular de Lugansk, como estados independientes y desplegó tropas en el Dombás en un movimiento interpretado como la retirada efectiva de Rusia del Protocolo de Minsk. Las repúblicas disidentes fueron reconocidas en los límites de sus respectivos oblasts de Ucrania, que se extienden mucho más allá de la línea de contacto. El 22 de febrero Putin dijo que los acuerdos de Minsk ya no eran válidos. El mismo día, el Consejo de la Federación autorizó por unanimidad el uso de la fuerza militar en el exterior.
En la mañana del 24 de febrero, Putin anunció que Rusia estaba iniciando una «operación militar especial» en el Dombás y lanzó la invasión a gran escala en Ucrania.

## Contexto

### Intervención rusa en Ucrania desde 2014
La guerra ruso-ucraniana es un conflicto bélico actualmente en curso entre Rusia y Ucrania que comenzó en febrero de 2014 tras el denominado Euromaidán, una serie de protestas que habían comenzado en Kiev en noviembre de 2013 debido a la suspensión de la firma del Acuerdo de Asociación entre Ucrania y la Unión Europea. Se acrecentó a partir de 2021 y desembocó en la invasión rusa de Ucrania el 24 de febrero de 2022.
Las protestas de febrero de 2014 desataron disturbios en la capital, especialmente en la plaza de la Independencia (Kiev). Los enfrentamientos se saldaron con al menos ochenta fallecidos entre el 19 y el 21 de ese mes. Al día siguiente, los opositores ocuparon las principales instituciones con sede en Kiev, tras la huida del presidente Víktor Yanukóvich en dirección desconocida. La Rada Suprema tomó el control del país en ausencia de buena parte de sus miembros y Oleksandr Turchínov asumió la coordinación del Gobierno y la presidencia del Parlamento. La Rada Suprema destituyó del cargo al huido Yanukóvich por el abandono de sus funciones constitucionales y tomó el control del país votando la vuelta a la Constitución de 2004, acordada el día anterior.
Rusia no reconoció este gobierno como autoridad legítima de Ucrania y declaró que lo ocurrido fue un «golpe de Estado». En consecuencia, el Congreso de diputados y gobernadores regionales del Este y Sur de Ucrania hicieron un llamamiento a la resistencia y acusó a la oposición de incumplir el acuerdo de paz que había sido firmado el 21 de febrero con el huido presidente. A partir de entonces, residentes de la mitad suroriental de Ucrania se manifestaron en contra del nuevo gobierno de Kiev. Entre tanto se realizó el referéndum sobre el estatus político de Crimea. Entonces se produjo una intervención militar, donde las Fuerzas Armadas de Rusia se desplegaron en la península de Crimea —incluyendo Sebastopol— con el objetivo de garantizar la integridad de los ucranianos prorrusos habitantes de Crimea y las bases rusas estacionadas allí. Así, el 17 de mayo, fue proclamada la independencia de la República de Crimea y al día siguiente fue aprobada la anexión de Crimea por Rusia. En los días posteriores, las tropas militares ucranianas se enfrentaron en contados incidentes con el ejército ruso hasta finalmente replegarse y hacer abandono de la península, aunque el gobierno de Kiev aún considera Crimea como parte de los territorios temporalmente ocupados de Ucrania.

### Relaciones Rusia-Unión Europea desde 2012
Las relaciones Rusia-Unión Europea desde 2012 es un término que hace referencia a las relaciones entre ambas partes a partir del tercer mandato presidencial de Vladímir Putin en Rusia. Durante este periodo, iniciado en mayo de 2012, las relaciones bilaterales se han visto afectadas principalmente por la guerra ruso-ucraniana que desde 2014 ha originado una serie de sanciones de la UE hacia Rusia, en medio de una asociación económica en la que el sector energético representaba un factor de vital importancia al ser Rusia el mayor proveedor para la Unión Europea hasta agosto de 2023. Adicionalmente las sanciones impuestas por la UE a partir de la invasión rusa de Ucrania en 2022 provocaron un cambio en la actitud de Putin, donde la UE pasó de ser el principal mercado para sus exportaciones energéticas a estar en la lista de países hostiles hacia Rusia que amenazan la seguridad del país.
El principal punto de conflicto entre la UE y Rusia es la influencia que puede ejercer cada parte sobre diversos países de la Europa Oriental (Armenia, Azerbaiyán, Bielorrusia, Georgia, Moldavia y Ucrania). Es así que mientras Rusia recurre a dispositivos económicos, militares y no militares, para mantener a estos países en su esfera de influencia, la UE apoya ocasionalmente la integración de los mismos en las actividades occidentales, apostando por la cooperación dentro del marco de la Política Europea de Vecindad.
La primera fase de la guerra ruso-ucraniana —entre 2014 y 2015— se originó en la cuestión sobre el Acuerdo de Asociación entre Ucrania y la Unión Europea que llevó a los disturbios heterogéneos de índole europeísta y nacionalista del Euromaidán. Posteriormente, la UE condenó la intervención rusa en Ucrania —adhesión de Crimea a Rusia y guerra del Dombás— y suspendió el diálogo sobre las cuestiones relativas a la política de visados y las negociaciones sobre un nuevo acuerdo bilateral. Desde entonces la Unión aplica un enfoque de doble vía que combina sanciones con intentos de encontrar una solución al conflicto en Ucrania.

### Posible membresía de Ucrania en la OTAN
Las presentes y futuras relaciones de Ucrania con la OTAN son parte de un debate más amplio entre los lazos políticos y culturales de Ucrania tanto de la Unión Europea como Rusia. La cooperación OTAN-Ucrania comenzó cuando dicho país se unió al Consejo de Cooperación del Atlántico Norte (1991) y al programa Asociación para la Paz (1994). Además, se establecieron vínculos con la alianza con un plan de acción de la OTAN-Ucrania el 22 de noviembre del 2002, y se convirtió en el primer país de la Comunidad de Estados Independientes (CEI) en unirse a la Asociación para la Paz de la OTAN en febrero del 2005. Luego, en abril del 2005,  Ucrania entró en el programa de intensificación del diálogo con la OTAN.
En marzo del 2008, con el presidente de Ucrania, Víktor Yúshchenko y la primera ministra Yulia Timoshenko, Ucrania envió una carta oficial de la aplicación de un Plan de Acción de Membresía (MAP), el primer paso para unirse a la OTAN. Estos líderes no obstante garantizaron su oposición que la pertenencia a una alianza militar no pasaría sin la aprobación del público en un referéndum. Esta idea había ganado el apoyo de una serie de líderes de la OTAN, en particular los de Europa central y oriental. Por su parte, el gobierno ruso expresó su oposición al ingreso de Ucrania y, en la cumbre de Bucarest de abril de 2008, su emisario presionó de forma contra un MAP de Ucrania. Después de cierto debate entre los miembros de la cumbre, el secretario general de la OTAN, Jaap de Hoop Scheffer, declaró en una rueda de prensa que Ucrania, junto con Georgia, algún día se unirían a la OTAN, aunque no se iniciaron los MAP's. En esta cumbre, el presidente ruso, Vladímir Putin enumeró sus quejas con la OTAN, y llamó a la adhesión de Ucrania «una amenaza directa» para su país.
Las elecciones del 2010 devolvieron a Víktor Yanukóvich la presidencia de Ucrania, y marcó un cambio en las relaciones de Ucrania con la OTAN. En febrero del 2010, afirmó que las relaciones de Ucrania con la OTAN estaban «bien definidas», y que no había «ninguna cuestión de Ucrania en la OTAN». Dijo que la cuestión de la adhesión de Ucrania a la OTAN podría «surgir en algún momento, pero no lo vamos a ver en el futuro inmediato». Durante su visita a Bruselas en marzo del 2010, declaró, además, que no habría ningún cambio en la situación de Ucrania como miembro del programa de extensión de la alianza. Más tarde reiteró durante un viaje a Moscú que Ucrania seguirá siendo un «estado europeo, no alineado». Luego, el 3 de junio del 2010, el Parlamento de Ucrania votó para excluir el objetivo de «integración en la seguridad euroatlántica y la membresía en la OTAN» de la estrategia de seguridad nacional del país en un proyecto de ley elaborado por el propio Yanukóvich. El proyecto de ley no permitía la adhesión de cualquier bloque militar de Ucrania, pero permitió la cooperación con alianzas como la OTAN.
Tras meses de Euromaidán, protestas que comenzaron a causa de su negativa de firmar un Acuerdo de Asociación con la Unión Europea, el presidente Yanukóvich huyó de Kiev en febrero del 2014, en última instancia, a Rusia, y la Rada Suprema (parlamento) votó para removerlo de su puesto. Esto trajo otro cambio posible en la dirección de la asociación de Ucrania con Europa y por extensión de la OTAN. En 2014, los disturbios prorrusos se produjeron en el este de Ucrania y en marzo se produjo la adhesión de Crimea a Rusia. Como parte de un esfuerzo para mitigar los grupos interesados, el primer ministro recién instalado Arseni Yatseniuk abordó el tema en un discurso en lengua rusa el 18 de marzo del 2014, haciendo hincapié en que Ucrania no busca la integración en la OTAN. El presidente estadounidense Barack Obama hizo eco de esta posición la siguiente semana, sin embargo, exige una mayor presencia de la OTAN en Europa del Este.

## Desarrollo de la crisis

### Concentración militar rusa

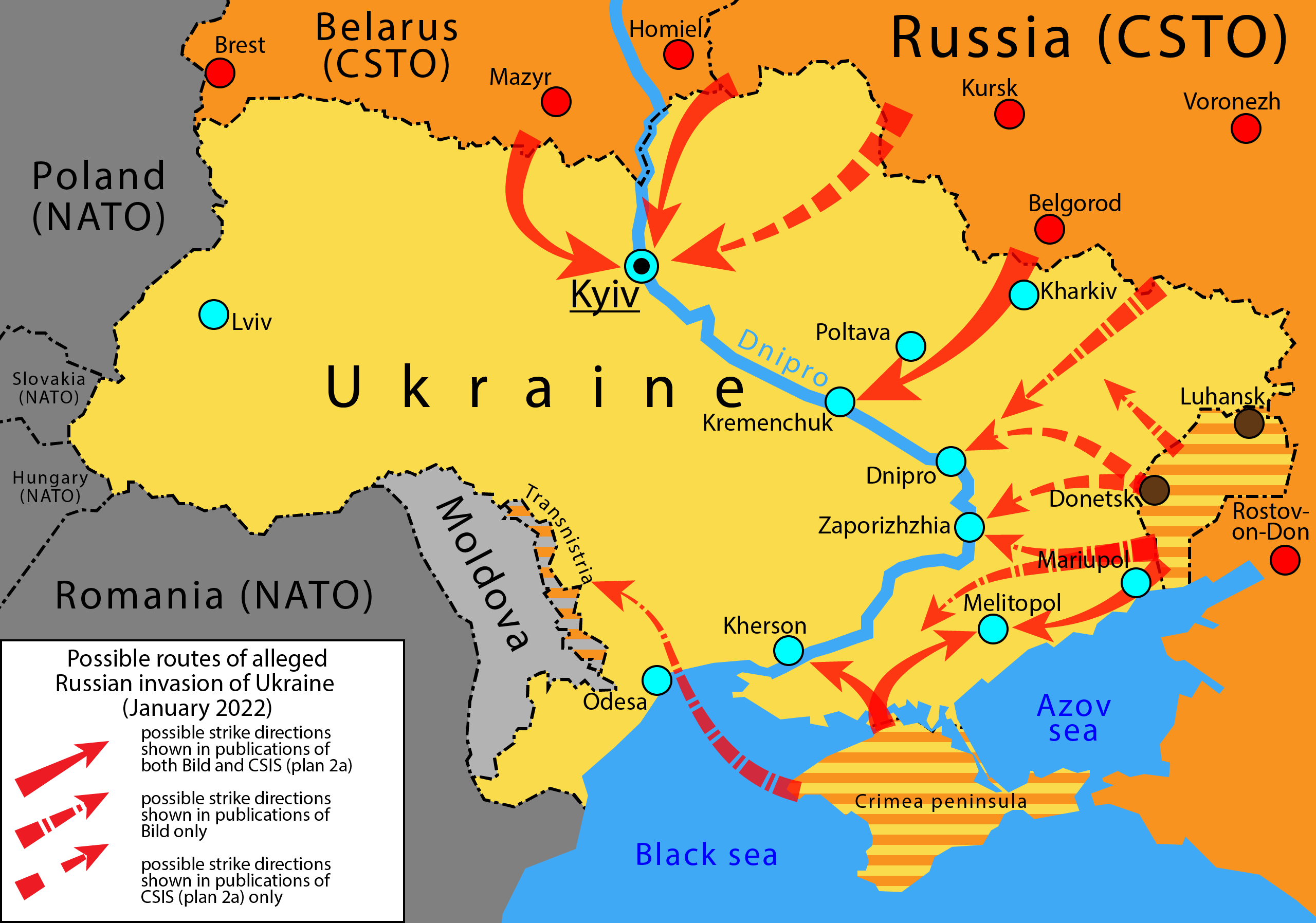
Mapa que muestra dos supuestos planes rusos publicados por separado por Bild y el Centro de Estudios Estratégicos e Internacionales.

El 13 de noviembre, el presidente ucraniano, Volodímir Zelenski, anunció que Rusia había vuelto a acumular 100 000 soldados en la zona fronteriza, más que la evaluación de EE. UU. de alrededor de 70 000. A principios de noviembre, los informes sobre las concentraciones militares rusas llevaron a los funcionarios estadounidenses a advertir a la Unión Europea que Rusia podría estar planeando una posible invasión de Ucrania.
El 21 de noviembre, el jefe de la Dirección Principal de Inteligencia del Ministerio de Defensa de Ucrania, Kyrylo Budánov, dijo que Rusia había concentrado más de 92 000 soldados y sistemas de misiles balísticos de corto alcance Iskander cerca de las fronteras ucranianas. Budánov dijo que Rusia estaba detrás de las protestas contra la vacunación contra el COVID-19 en Kiev y otras manifestaciones de protesta en Ucrania para desestabilizar Ucrania y prepararse para una invasión militar a gran escala. Según Budánov, se deben esperar acciones activas a fines de enero y principios de febrero de 2022.
El 1 de diciembre, Rusia acusó a Ucrania de desplegar la mitad de su ejército (alrededor de 125 000 soldados) en el Donbás para enfrentarse a los separatistas prorrusos. En noviembre y diciembre de 2021, los funcionarios del Kremlin afirmaron que Ucrania había violado los acuerdos de paz de Minsk, y el portavoz del Kremlin, Dmitri Peskov, negó cualquier «actividad militar inusual» o una posible invasión de Ucrania. Acusó a Ucrania de «planear acciones agresivas contra el Donbás» e instó a la OTAN a dejar de «concentrar un puño militar» cerca de las fronteras de Rusia y dejar de armar a Ucrania con armas modernas. Putin criticó a Ucrania por usar un dron Bayraktar TB2 de fabricación turca contra los separatistas prorrusos en Donbás. Rusia acusó a Ucrania de mover artillería pesada hacia la línea del frente donde los separatistas luchan con las fuerzas ucranianas y acusó a Ucrania de crear «provocaciones».
El 3 de diciembre, el ministro de Defensa de Ucrania, Oleksii Réznikov, hablando a los diputados de la Rada Suprema, dijo: «Existe la posibilidad de una escalada a gran escala por parte de Rusia. El momento más probable para llegar al punto máximo de la escalada será a fines de enero». A principios de diciembre de 2021, el análisis de Janes concluyó que los principales elementos del 41.er Ejército ruso (con sede en Novosibirsk) y el 1.er Ejército de tanques (normalmente desplegado alrededor de Moscú) se habían reposicionado hacia el oeste, reforzando los 20.º y 8.º ejércitos rusos ya posicionados más cerca de la frontera con Ucrania. Se informó que fuerzas rusas adicionales se trasladaron a Crimea para reforzar las unidades terrestres y navales rusas que ya estaban desplegadas allí.
A partir de enero de 2022, los rusos iniciaron una lenta evacuación de personal de su embajada en Kiev; no estaba claro si los retiros del personal eran «en parte propaganda, en parte preparación para un conflicto o en parte finta» o alguna combinación.
A mediados de enero de 2022, una evaluación de inteligencia del Ministerio de Defensa de Ucrania estimó que los rusos casi habían completado una concentración militar en la frontera con Ucrania, acumulando 127 000 soldados en la región (de los cuales 106 000 eran fuerzas terrestres de las Fuerzas Armadas rusas y el resto eran fuerzas marítimas, aéreas y terrestres) junto a 35 000 efectivos separatistas respaldados por Rusia y 3000 efectivos rusos en el este de Ucrania controlados por los rebeldes. La evaluación estimó que Rusia había desplegado 36 sistemas de misiles balísticos de alcance medio Iskander cerca de la frontera con Ucrania, cada uno con un alcance de 500–700 km (310-430 millas), muchos estacionados a una distancia de ataque de Kiev. La evaluación también informó sobre la intensificación de la inteligencia rusa y las unidades de sostenimiento de combate, como los movimientos de municiones y los hospitales de campaña.
El 18 de enero, se informó que las tropas rusas enviaron un número no especificado de tropas a Bielorrusia. La razón oficial era realizar juegos de guerra con Bielorrusia en el mes siguiente, sin embargo, varios funcionarios de Ucrania y la Casa Blanca afirmaron que la presencia de tropas en Bielorrusia se utilizaría para atacar a Ucrania desde el norte, especialmente porque la capital de Ucrania, Kiev, se encuentra muy cerca de la frontera entre Bielorrusia y Ucrania.
El 19 de enero de 2022, el presidente estadounidense Biden predijo que Rusia «invadirá» a Ucrania, pero que Putin pagaría «un precio alto» por una invasión y lo lamentaría. Biden agregó: «Una cosa es si se trata de una incursión menor y terminamos teniendo que discutir sobre qué hacer y qué no hacer. Pero si realmente hacen lo que son capaces de hacer con las fuerzas acumuladas en la frontera, sería un desastre para Rusia si invadieran más Ucrania». Debido a la implicación de los comentarios de Biden de que los aliados de la OTAN estaban divididos sobre la cuestión de cómo responder a una «incursión menor» en Ucrania varios funcionarios ucranianos y algunos líderes mundiales y miembros del Congreso de EE. UU. criticaron el comentario de «incursión menor» de Biden por insinuar que una agresión rusa de menor nivel no recibiría una respuesta contundente. El presidente ucraniano, Volodímir Zelenski, escribió: «Queremos recordar a las grandes potencias que no hay incursiones menores ni naciones pequeñas. Así como no hay bajas menores y poco dolor por la pérdida de seres queridos». Al siguiente día la administración de EE. UU. aclaró los comentarios de Biden, Biden dijo: «He sido absolutamente claro con el presidente Putin en que recibiría una respuesta económica severa y coordinada».
El 21 de enero de 2022, el Partido Comunista de la Federación Rusa anunció en Pravda que sus diputados presentarán una resolución en la Duma Estatal para pedir al presidente Putin que reconozca oficialmente las autoproclamadas República Popular de Donetsk y la República Popular de Lugansk.
Entre enero y febrero de 2022, el FSB y hasta 500 veteranos de la ATO reclutados intentaron derrocar al gobierno ucraniano e instalar un régimen prorruso en varias ciudades para su posterior rendición al ejército ruso. El plan fue cancelado después de que sus individuos clave fueran detenidos en los óblasts de Ivano-Frankivsk, Khmelnytskyi y Odesa. Antes de sus arrestos, los agentes lograron llevar a cabo una operación exitosa para asegurar la captura de Chernóbil.
Según un agente detenido que iba a participar en el golpe, Rusia debía enviar un llamamiento a las autoridades ucranianas pidiéndoles que se rindieran; si el llamamiento era rechazado, los agentes prorrusos organizarían un golpe de Estado. Después de que comenzara la invasión, los agentes tomarían los edificios administrativos de varias ciudades, instalarían a funcionarios prorrusos y, finalmente, se rendirían y los transferirían a las tropas rusas. Para desestabilizar aún más la situación, también se planearon disturbios masivos con el uso de sangre falsa, enfrentamientos con agentes del orden, ataques terroristas y el asesinato del presidente Zelenski. El agente también afirmó que se planeaba instalar un presidente prorruso en Ucrania.El 22 de enero de 2022, el Ministerio de Relaciones Exteriores del Reino Unido corroboró partes del relato del agente, afirmando que Rusia estaba preparando un plan para "instalar un líder prorruso en Kiev mientras considera si invadir y ocupar Ucrania", con Yevhen Murayev, un exmiembro del parlamento ucraniano, supuestamente uno de los candidatos potenciales de Moscú.
En una entrevista con The Washington Post, el presidente ucraniano, Volodímir Zelenski, advirtió que las fuerzas rusas podrían invadir y tomar el control de regiones en el este de Ucrania, como el Óblast de Járkov; también argumentó que una invasión conduciría a una guerra a gran escala entre Ucrania y la Federación Rusa.
En una declaración pública muy inusual, el 22 de enero, el gobierno británico alegó que Rusia estaba organizando un plan para instalar un gobierno pro-Kremlin en Ucrania, nombrando específicamente a Yevheniy Muráyev, un exmiembro del parlamento ucraniano, como el nuevo líder potencial. Muráyev negó cualquier plan de este tipo. Rusia desestimó la acusación calificándola de «información falsa».
El 28 de enero, Reuters informó que Rusia había agregado más suministros de sangre y otros materiales médicos «en las últimas semanas», según tres funcionarios estadounidenses, lo que aumentaba los temores de conflicto.
El 5 de febrero, dos funcionarios estadounidenses dijeron que Rusia había reunido alrededor del 70 % de las fuerzas armadas y que creían que serían usadas para una invasión a gran escala de Ucrania y que el número de grupos tácticos de batallón en la región fronteriza aumentó de 60 a 83 en las dos semanas anteriores.

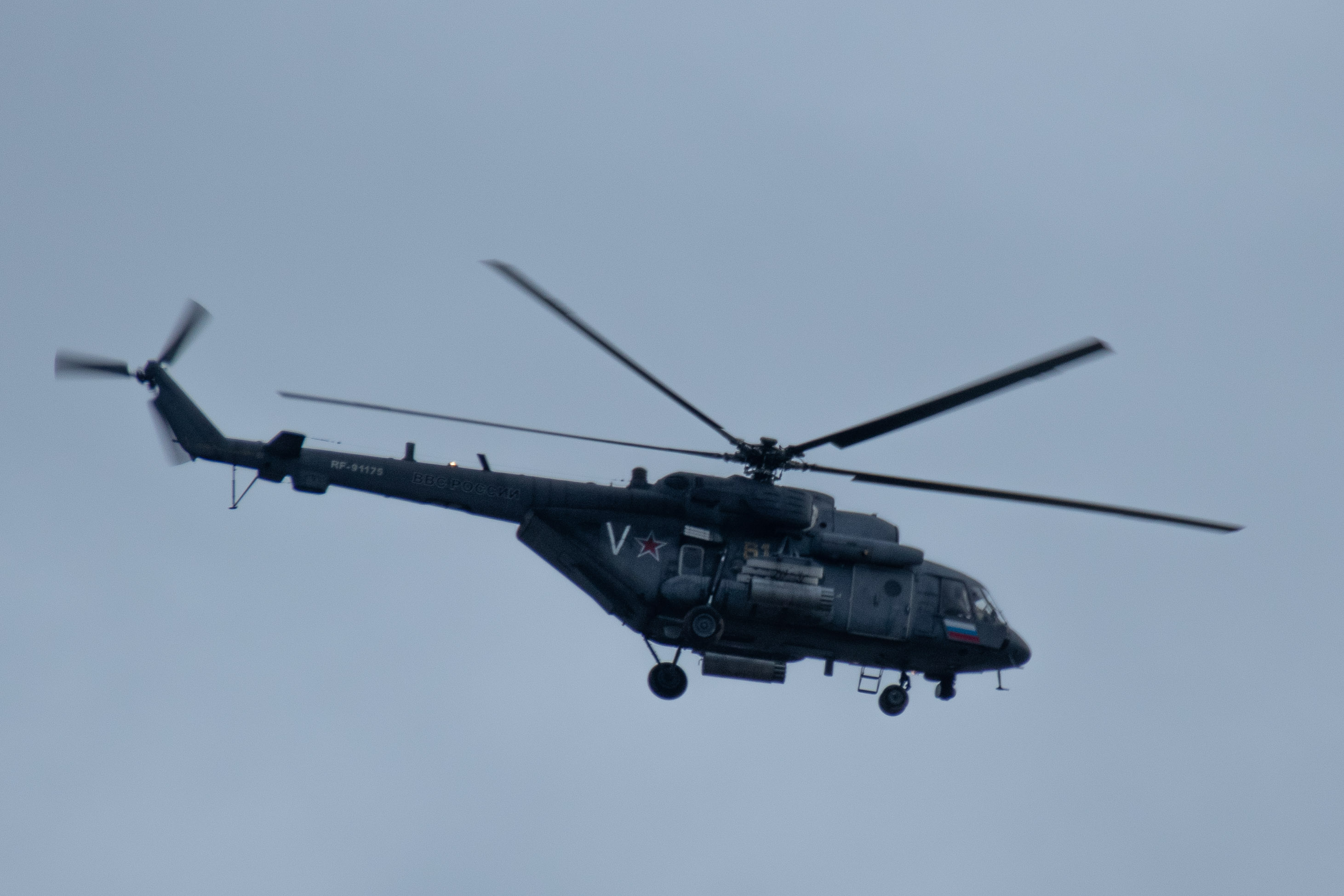
Un helicóptero militar ruso dirigiéndose al sur desde Minsk, 23 de febrero de 2022. Nótese el símbolo «V».

El 10 de febrero, seis buques de guerra rusos capaces de desembarcar tanques y tropas en tierra, asignados a la Flota del Báltico y la Flota del Norte rusas, llegaron a la Base Naval de Sebastopol en Crimea. El mismo día, Rusia anunció que se realizarían ejercicios navales en el Mar Negro. Mientras tanto, Ucrania «protestó enérgicamente» contra «la decisión de la Federación de Rusia de bloquear partes del Mar Negro, el Mar de Azov y el Estrecho de Kerch con el pretexto de realizar ejercicios navales regulares». Por separado, al norte de Ucrania, Rusia y Bielorrusia iniciaron ejercicios militares conjuntos, Resolución aliada 2022, cerca de la frontera de Bielorrusia con Ucrania, con cerca de 30 000 soldados rusos, así como casi todas las fuerzas armadas de Bielorrusia, participando en los simulacros programados para durar durante diez días.
El 11 de febrero, la inteligencia estadounidense evaluó que la invasión rusa podría ser inminente y predijo que podría comenzar antes de que finalicen los Juegos Olímpicos de Invierno de 2022 el 20 de febrero. Como resultado, EE. UU. ordenó la evacuación de la mayor parte de su personal diplomático y todos los instructores militares en Ucrania. EE. UU., Reino Unido, Japón y la UE también instaron a sus ciudadanos a abandonar Ucrania inmediatamente. Al día siguiente, la neerlandesa KLM suspendió sus vuelos a Ucrania, mientras que otras aerolíneas redujeron sus vuelos por el país.
El 10 de febrero de 2022, las repúblicas bálticas invocaron las disposiciones del Documento de Viena 2011 (Vienna Document) solicitando una explicación de Bielorrusia con respecto a las actividades militares inusuales. El 11 de febrero de 2022, Ucrania también invocó el Capítulo III (reducción de riesgos) del Documento de Viena, solicitando que Rusia proporcione «explicaciones detalladas sobre las actividades militares en las áreas adyacentes al territorio de Ucrania y en la Crimea temporalmente ocupada». Según el ministro de Relaciones Exteriores de Ucrania, Dmytró Kuleba, no se recibió respuesta de las autoridades rusas dentro del plazo requerido de 48 horas. El 13 de febrero, Ucrania solicitó que se realizara una reunión de emergencia en la OSCE dentro de las próximas 48 horas, con la esperanza de que Rusia respondiera. Al día siguiente, los medios informaron que Rusia no tenía la intención de participar en la reunión solicitada. El 14 de febrero, los ministros de Defensa de Ucrania y Bielorrusia, Oleksii Réznikov y Víktor Jrenin, acordaron medidas de transparencia y fomento de la confianza mutua, incluidas visitas de Réznikov al ejercicio militar entre Rusia y Bielorrusia y de Jrenin a los ejercicios ucranianos.
El 14 de febrero de 2022, el ministro de Defensa ruso, Serguéi Shoigú, dijo que las unidades de los distritos militares del sur y oeste de Rusia habían comenzado a regresar a los cuarteles luego de completar los ejercicios militares cerca de la frontera con Ucrania. El presidente de EE. UU., Joe Biden, dijo que no podía verificar dicho informe y, el 16 de febrero, el secretario general de la OTAN, Jens Stoltenberg, dijo que Rusia continuaba con la acumulación militar. El 17 de febrero, altos funcionarios de EE. UU. y la OTAN declararon que Rusia estaba buscando activamente un casus belli, con intentos de llevar a cabo una operación de bandera falsa, es decir, un ataque organizado contra el pueblo ruso, y que la amenaza de invasión de Ucrania permanecía, en palabras del presidente estadounidense Biden, «muy alto». Biden agregó: «Creo que sucederá en los próximos días».
El 17 de febrero de 2022, el gobierno ucraniano acusó a los separatistas rusos de 60 violaciones del alto el fuego en ese mismo día, entre ellas el bombardeo con artillería de un jardín de niños en Stanitsa Luganska, que hirió a tres civiles y provocó que el vicepresidente de la Comisión Europea para Asuntos Exteriores, Josep Borrell, afirmara que «ha empezado el bombardeo» en el este de Ucrania. La República Popular de Lugansk dijo que sus fuerzas fueron atacadas por el gobierno ucraniano con morteros, lanzagranadas y ametralladoras.
El 18 de febrero de 2022, Biden anunció que estaba convencido de que el presidente ruso Vladímir Putin había tomado la decisión de invadir Ucrania. El 19 de febrero de 2022, dos soldados ucranianos murieron por fuego de artillería separatista y otros cuatro resultaron heridos.
El 20 de febrero, el ministro de Defensa de Bielorrusia, Víktor Jrenin, anunció que, debido a la «escalada de la actividad militar a lo largo de las fronteras exteriores de la Unión de Rusia y Bielorrusia y al deterioro de la situación en el Donbás», los presidentes de Bielorrusia y Rusia habían tomado la decisión de continuar los ejercicios militares que debían concluir ese día. El mismo día, las emisoras estadounidenses CBS y CNN informaron que la inteligencia estadounidense evaluó que los comandantes rusos habían recibido órdenes de proceder con la invasión.
El 21 de febrero, el presidente de Rusia, Vladímir Putin, reconoció a la RP de Donetsk y la RP de Lugansk como repúblicas independientes. Se informó que dos soldados ucranianos murieron por bombardeos en el pueblo de Zaitseve, 30 km al norte de Donetsk.

### Presuntas operaciones rusas de sabotaje e inteligencia
El 10 de enero de 2022, el gobierno ucraniano anunció que había arrestado a un presunto agente de inteligencia militar ruso que intentaba reclutar a otros para realizar ataques en la ciudad ucraniana de Odesa. Más tarde, el 14 de enero, Ucrania sufrió un ataque cibernético contra los sitios web del Ministerio de Relaciones Exteriores, el Ministerio de Educación y otros de Ucrania; se sospechaba que los perpetradores eran piratas informáticos rusos. El mismo día, la inteligencia militar ucraniana dijo que los servicios especiales de Rusia estaban preparando «provocaciones» contra los soldados rusos estacionados en Transnistria, un estado separatista no reconocido internacionalmente considerado parte de Moldavia, para crear un pretexto para una invasión rusa de Ucrania.
En enero de 2022, Estados Unidos dijo que el gobierno ruso había desplegado saboteadores en el este de Ucrania para organizar un incidente (específicamente, un ataque fabricado contra los separatistas rusos en el este de Donetsk y Lugansk) para proporcionar a Putin un pretexto para una nueva invasión de Ucrania. Estados Unidos dijo que los agentes rusos estaban entrenados en guerra urbana y explosivos. El ministro de Relaciones Exteriores de Rusia, Serguéi Lavrov, desestimó la afirmación de EE. UU. calificándola de «desinformación total». El 3 de febrero, el asesor adjunto de seguridad nacional de EE. UU., Jonathan Finer, afirmó tener información de que Rusia planeaba usar un video fabricado que mostraba un ataque falso ucraniano, que Rusia usaría para justificar una invasión. Posteriormente, Associated Press confrontó al vocero del Departamento de Estado para presentar pruebas claras en apoyo de estas acusaciones, pero el periodista fue claramente rechazado bajo el pretexto de «fuentes y métodos protegidos».
El 4 de febrero de 2022, el ministro de Relaciones Exteriores de Rusia, Serguéi Lavrov, calificó de «tonterías» y «locuras» las acusaciones de Estados Unidos de que Rusia estaba preparando un video falso de las fuerzas ucranianas atacando el Donbás controlado por los separatistas como pretexto para iniciar una guerra en Ucrania.
Fuentes de inteligencia de EE. UU. advirtieron a mediados de febrero que Rusia había compilado «listas de figuras políticas ucranianas y otras personas prominentes que podrían ser arrestadas o asesinadas» en caso de una invasión. La embajadora de Estados Unidos ante las Naciones Unidas y otras organizaciones internacionales en Ginebra, Bathsheba Nell Crocker, escribió a la Alta Comisionada de las Naciones Unidas para los Derechos Humanos, Michelle Bachelet, diciendo que Estados Unidos tiene «información creíble que indica que las fuerzas rusas están creando listas de ucranianos identificados para ser asesinados» o «enviados a campos luego de una ocupación militar», y que Rusia «probablemente utilizará medidas letales para dispersar las protestas pacíficas de la población civil».

#### Acusaciones de Rusia de genocidio en el este de Ucrania
El 9 de diciembre de 2021, el presidente ruso, Vladímir Putin, habló de la discriminación contra los hablantes de ruso fuera de Rusia y dijo: «Tengo que decir que la rusofobia es un primer paso hacia el genocidio. Tú y yo sabemos lo que está sucediendo en el Donbás. Ciertamente se parece mucho a un genocidio». El 15 de febrero de 2022, Putin repitió: «Lo que está pasando en el Donbás es exactamente un genocidio».
Varias organizaciones internacionales, incluido el Alto Comisionado de las Naciones Unidas para los Derechos Humanos, la Misión Especial de Monitoreo de la OSCE en Ucrania y el Consejo de Europa, no encontraron pruebas que respaldaran las afirmaciones rusas. Las acusaciones de genocidio han sido rechazadas por la Comisión Europea como una desinformación rusa.
La embajada de EE. UU. en Ucrania describió la acusación de genocidio ruso como una «falsedad repudiable», mientras que el portavoz del Departamento de Estado de EE. UU., Ned Price, dijo que Moscú estaba haciendo tales afirmaciones como excusa para invadir Ucrania. El 18 de febrero, el embajador ruso en los EE. UU., Anatoly Antónov, respondió a una pregunta sobre los funcionarios estadounidenses, que dudaban del hecho del genocidio de los rusos en el Donbás, al publicar una declaración en la página de Facebook de la embajada que decía: «Esto causa indignación. [...] Vemos aquí no solo el doble rasero de los Estados Unidos, sino un cinismo bastante primitivo y crudo. [...] El principal objetivo geopolítico de los Estados Unidos es empujar a Rusia hacia el Este lo más lejos posible. Con ese fin, se necesita una política que obligue a la población de habla rusa a abandonar sus lugares de residencia actuales. Por lo tanto, los estadounidenses prefieren no solo ignorar los intentos de asimilación forzada de los rusos en Ucrania, sino también aprobarlos con firmeza política y apoyo militar».

### Defensa ucraniana
En preparación de una posible nueva invasión rusa en abril de 2021, las Fuerzas Terrestres de Ucrania anunciaron una reunión de defensa terrorista para fortalecer y proteger la frontera, proteger y defender instalaciones críticas y combatir el sabotaje y a los grupos de reconocimiento en las áreas fronterizas del sur de Ucrania. El mismo mes, el presidente de Ucrania, Volodímir Zelenski, visitó las posiciones en la primera línea de defensa, donde se registró el mayor número de violaciones del régimen de alto el fuego integral y permanente. El jefe de Estado habló con los militares que se desempeñan en posiciones de combate. Los defensores informaron al Presidente sobre la situación en el frente.
Estados Unidos estimó en diciembre de 2021 que Rusia podría reunir 175 000 soldados para invadir Ucrania. El ministro de Defensa de Ucrania, Oleksii Réznikov, dijo que «tenemos 250 000 oficiales ... miembros de nuestro ejército. Además de 400 000 veteranos y 200 000 reservistas. 175 000 (no son) suficientes para combatir a Ucrania». Réznikov dijo que Rusia podría lanzar un ataque a gran escala contra Ucrania a finales de enero de 2022.
En preparación de una posible invasión rusa, las Fuerzas de Defensa Territorial de Ucrania (el componente de reserva del ejército establecido después de la invasión rusa de 2014) reclutó a más ciudadanos y los entrenó en tácticas de guerrilla urbana y uso de armas de fuego. Tales tácticas de insurgencia podrían apoyar un movimiento de resistencia si el ejército ruso (que disfruta de abrumadoras ventajas numéricas) es capaz de abrumar al ejército ucraniano. Andriy Zagorodnyuk, quien se desempeñó como ministro de Defensa de Ucrania de 2019 a 2020, escribió en enero de 2022 que si el ejército ruso invadiera, probablemente destruiría «elementos clave de la infraestructura militar del país» y «podrá avanzar profundamente en territorio ucraniano» pero enfrentaría dificultades para controlar el territorio. Zagorodnyuk escribió que: «Las fuerzas de ocupación rusas se enfrentarán a oponentes altamente motivados que lucharán en un entorno con el que se encuentran familiarizados. Al combinar unidades militares en servicio con veteranos de combate, reservistas, unidades de defensa territorial y un gran número de voluntarios, Ucrania puede crear decenas de miles de pequeños y altamente móviles grupos capaces de atacar a las fuerzas rusas. Esto hará que sea prácticamente imposible para el Kremlin establecer cualquier tipo de administración sobre las áreas ocupadas o asegurar sus líneas de suministro».

#### Apoyo armamentístico internacional
En respuesta a las amenazas de una nueva invasión de Rusia y la acumulación de unas 100 000 tropas rusas en la frontera con Ucrania, EE. UU. y otras naciones de la OTAN brindaron ayuda a Ucrania para ayudar a la nación a reforzar sus defensas. El primer envío de unas 200 000 libras de equipo militar llegó a Ucrania en enero de 2022. Estados Unidos proporcionó a Ucrania misiles antitanque Javelin, otros tipos de artillería antiblindaje, ametralladoras pesadas, armas pequeñas y municiones, sistemas de radio seguros, equipos médicos y repuestos. El secretario de Defensa, Lloyd Austin, y el presidente del Estado Mayor Conjunto, Mark Milley, amenazaron con el apoyo de Estados Unidos a una insurgencia antirrusa dentro de Ucrania, similar a la asistencia de la CIA a los rebeldes muyahidines antisoviéticos en Afganistán en la década de 1980. Según James Stavridis, excomandante supremo aliado en la OTAN, «el nivel de apoyo militar» para los guerrilleros antirrusos en Ucrania «haría que nuestros esfuerzos en Afganistán contra la Unión Soviética parecieran insignificantes en comparación».

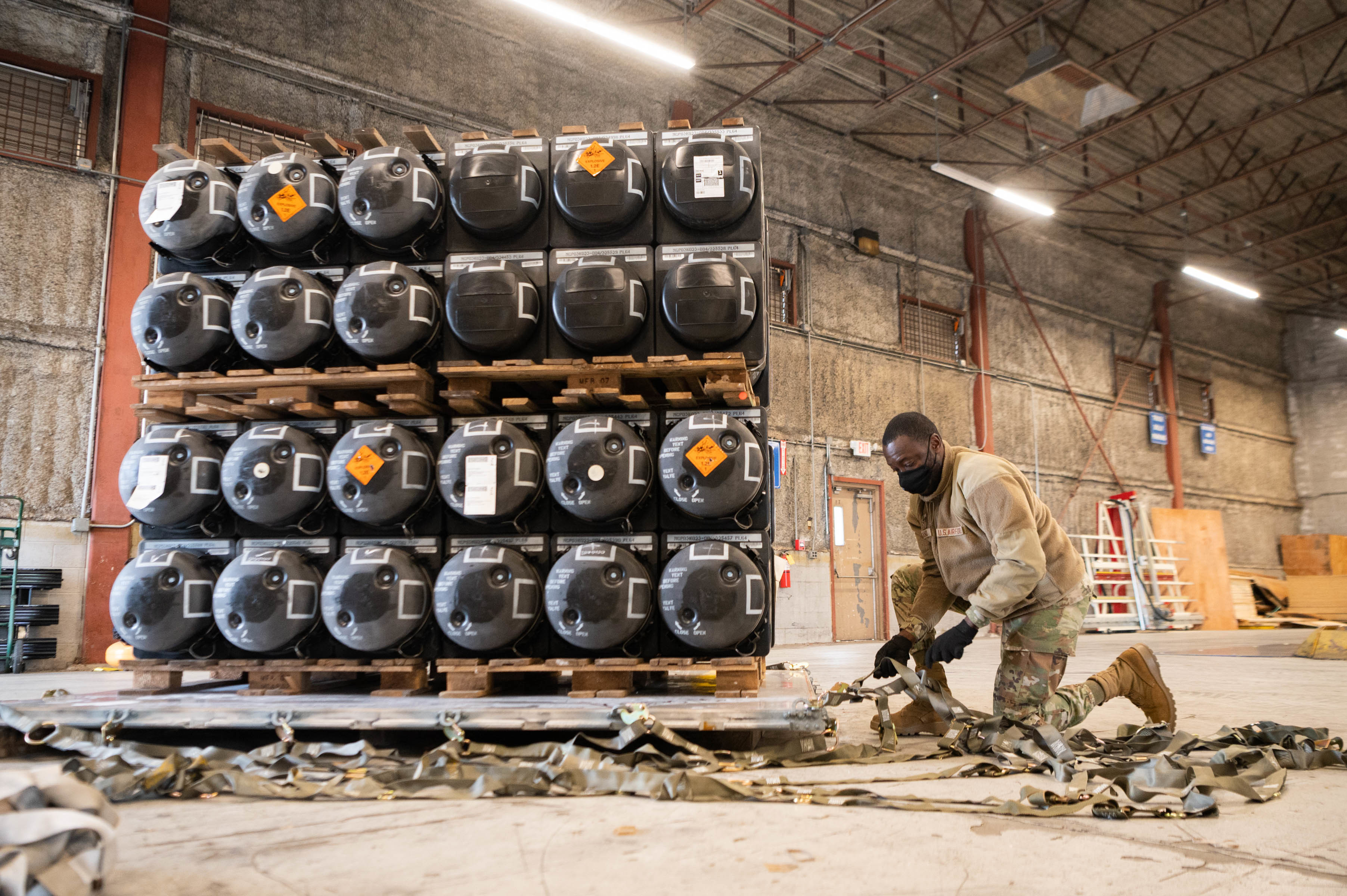
Un aviador estadounidense del Escuadrón de Puerto Aéreo 436 en la Base de la Fuerza Aérea Dover preparando armas y municiones para ser entregadas a Ucrania, el 21 de enero de 2022.

En diciembre de 2021, el gobierno de EE. UU. aprobó una ayuda de defensa adicional de 200 millones de dólares para Ucrania. Esto se sumó a la ayuda ya asignada para eso, lo que hace que la ayuda de defensa total sea de $650 millones en 2021. Las entregas de ayuda letal de EE. UU. comenzaron en enero e incluyeron munición calibre .50 BMG, M141 y sistemas FGM-148 Javelin. EE. UU. también tiene la intención de transferir helicópteros Mi-17 a Ucrania, conseguidos anteriormente para la Fuerza Aérea Afgana.
En enero de 2022, la administración Biden otorgó permiso a las naciones bálticas (Lituania, Letonia y Estonia) para transferir equipos fabricados en EE. UU. a Ucrania. Estonia donó misiles antitanque FGM-148 Javelin a Ucrania, mientras que Letonia y Lituania proporcionaron sistemas de defensa aérea FIM-92 Stinger y equipo asociado.
Otros miembros de la OTAN también proporcionaron ayuda a Ucrania. Los programas de entrenamiento militar preexistentes del Reino Unido y Canadá se reforzaron en enero de 2022, con los británicos desplegando entrenadores militares adicionales y proporcionando sistemas ligeros de defensa antiblindaje, y los canadienses desplegando una pequeña delegación de fuerzas especiales para ayudar a Ucrania. El 17 de enero de 2022, el secretario de Defensa británico, Ben Wallace, anunció que Gran Bretaña había suministrado a Ucrania 1100 misiles antitanque de corto alcance. El 20 de enero, Sky News informó que se habían enviado 2000 misiles MBT LAW antitanque de corto alcance a través de numerosos aviones de transporte C-17 de la Real Fuerza Aérea que volaron de ida y vuelta entre el Reino Unido y Ucrania.
El 16 de enero, el gobierno danés decidió proporcionar a Ucrania un paquete de ayuda de 22 millones de euros.
Los gobiernos neerlandés y español también desplegaron fuerzas en la región en apoyo de la OTAN. El 20 de enero de 2022, la ministra de Defensa española, Margarita Robles, anunció que la Armada española se desplegaría en el Mar Negro. El buque Meteoro que hacía las veces de dragaminas ya estaba en ruta. El 22 de enero zarpó la fragata Blas de Lezo y el 26 de enero zarpó el Cazaminas Sella También anunció que el gobierno español estaba considerando desplegar aeronaves del Ejército del Aire en Bulgaria. El 21 de enero de 2022, el ministro neerlandés de Relaciones Exteriores, Wopke Hoekstra, dijo que los Países Bajos estaban listos para brindar «apoyo militar defensivo» a Ucrania. Explicó que Ucrania había pedido a los Países Bajos asistencia en armas el 20 de enero de 2022. Una mayoría parlamentaria apoyó el envío de armas al país. Además, los Países Bajos dijeron que enviarían dos F-35 a Bulgaria como parte de la misión de vigilancia aérea ampliada de la OTAN.

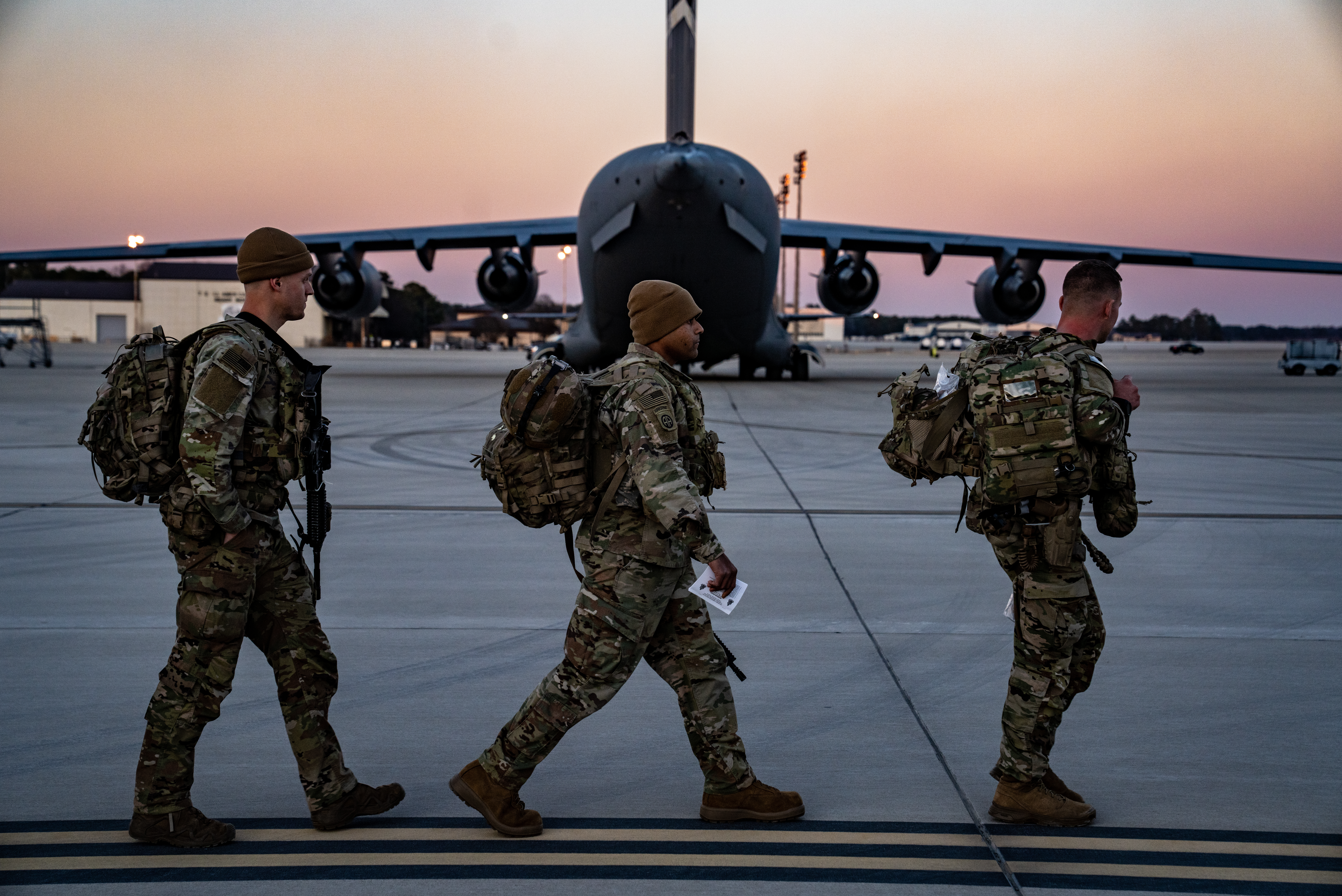
Paracaidistas estadounidenses de la Fuerza de Respuesta Inmediata en Europa oriental desplegados para reforzar el flanco oriental de la OTAN en medio de la crisis en febrero de 2022.

El 31 de enero de 2021, Polonia anunció la decisión de suministrar armas letales a Ucrania. Tiene la intención de proporcionar cantidades significativas de munición ligera, proyectiles de artillería, sistemas de morteros ligeros, drones de reconocimiento y misiles tierra-aire Grom de fabricación polaca.
El 5 de febrero de 2022, los 2000 soldados estadounidenses recién desplegados en Europa llegaron a Alemania y Polonia, como parte del intento estadounidense de reforzar el flanco oriental de la OTAN mientras Rusia despliega más fuerzas a lo largo de las fronteras de Ucrania.
El 7 de febrero de 2022, Boris Johnson dijo que Gran Bretaña no se inmutaría mientras se preparaba para desplegar Royal Marines, aviones de la RAF y buques de guerra de la Armada Real en Europa del Este.
El 11 de febrero de 2022, EE. UU. anunció el despliegue adicional de 3000 soldados en Polonia y envió aviones F-15 a Rumania.
El 17 de febrero se puso en marcha un formato tripartito de cooperación entre Polonia, Ucrania y el Reino Unido, con el objetivo de responder a las amenazas a la seguridad europea y profundizar las relaciones de Ucrania con las otras dos naciones europeas en materia de ciberseguridad, seguridad energética y contrarrestar la desinformación.

### Enfrentamientos entre Rusia y Ucrania
Los combates en el Donbás se intensificaron significativamente el 17 de febrero de 2022. Si bien la cantidad diaria de ataques durante las primeras seis semanas de 2022 fue de 2 a 5, el ejército ucraniano informó de 60 ataques el 17 de febrero. Los medios estatales rusos también informaron de más de 20 ataques de artillería contra posiciones separatistas el mismo día. Por ejemplo, el gobierno ucraniano acusó a los separatistas rusos de bombardear con artillería un jardín de niños en Stanitsa, Luganska, hiriendo a tres civiles. La República Popular de Lugansk dijo que sus fuerzas habían sido atacadas por el gobierno ucraniano con morteros, lanzagranadas y fuego de ametralladoras.
Al día siguiente, la República Popular de Donetsk y la República Popular de Lugansk ordenaron la evacuación obligatoria de civiles de sus respectivas capitales, aunque se ha señalado que llevaría meses realizar evacuaciones completas. Los medios de comunicación ucranianos informaron de un fuerte aumento de los bombardeos de artillería por parte de los separatistas dirigidos por Rusia en el Donbás como intentos de provocar al ejército ucraniano.
El 21 de febrero de 2022, el Servicio Federal de Seguridad de Rusia anunció que los bombardeos ucranianos habían destruido una instalación fronteriza del SFS a 150 m de la frontera entre Rusia y Ucrania en el óblast de Rostov. Por otra parte, el servicio de prensa del Distrito Militar Sur anunció que las fuerzas rusas mataron en la mañana de ese día a un grupo de cinco saboteadores cerca de la aldea de Mityakinskaya, óblast de Rostov, que habían penetrado la frontera desde Ucrania en dos vehículos de combate de infantería, los vehículos fueron destruidos. Ucrania negó estar involucrada en ambos incidentes y los calificó de bandera falsa.
Varios analistas, incluido el sitio web de investigación Bellingcat, publicaron pruebas de que muchos de los supuestos ataques, explosiones y evacuaciones en el Donbás fueron organizadas directamente por Rusia.
El 21 de febrero, fuerzas desconocidas bombardearon una planta de energía térmica de Lugansk en la República Popular de Lugansk. La Agencia de Noticias de Ucrania afirma que, como resultado, la planta se vio obligada a cerrar.

### Reconocimiento de las repúblicas populares de Donetsk y Lugansk por parte de Rusia
El 21 de enero de 2022, el Partido Comunista de la Federación Rusa (PCFR) anunció en Pravda que sus diputados presentarían una resolución no vinculante en la Duma Estatal para pedirle al presidente Putin que reconozca oficialmente a las separatistas República Popular de Donetsk (RPD) y la República Popular de Lugansk (RPL). La resolución obtuvo rápidamente el apoyo de los otros cuatro principales partidos parlamentarios rusos (Rusia Unida, Rusia Justa - Por la Verdad, el Partido Liberal-Demócrata de Rusia y Gente Nueva) y fue adoptada por la Duma Estatal el 15 de febrero de 2022 con 351 votos a favor, 16 votos en contra y una abstención.
El 21 de febrero de 2022, los líderes de las autoproclamadas repúblicas populares de Donetsk y Lugansk, Denis Pushilin y Leonid Pasechnik, respectivamente, solicitaron que el presidente ruso, Vladímir Putin, reconociera oficialmente la independencia de las repúblicas. Ambos líderes también propusieron firmar un tratado de amistad y cooperación con Rusia, incluida la cooperación militar. Al concluir la sesión extraordinaria del Consejo de Seguridad de Rusia celebrada ese día, Putin dijo que la decisión sobre su reconocimiento se tomaría ese día. La solicitud fue respaldada por el ministro de Defensa ruso Serguéi Shoigú y el Primer Ministro Mijaíl Mishustin, quienes dijeron que el gobierno había estado sentando las bases para tal medida durante «muchos meses ya». Más tarde ese día, Putin firmó decretos sobre el reconocimiento de las repúblicas; además, se firmaron tratados «sobre amistad, cooperación y asistencia mutua» entre Rusia y las repúblicas.
Antes de la ceremonia de firma en el Kremlin, se hizo público el discurso de Putin a los ciudadanos rusos, en el que Putin afirmó, entre otras cosas, que «la Ucrania moderna fue creada enteramente por Rusia, por la Rusia bolchevique, comunista, para ser preciso […] los principios de Lenin para la creación de un estado no solamente fueron un error, fueron, como se dice, peores que un error», que la admisión de Ucrania en la OTAN era «una conclusión inevitable», que Moscú no podía darse el lujo de ignorar la amenaza de una Ucrania con armas nucleares, exigió que «aquellos que tomaron y retuvieron el poder en Kiev […] cesar inmediatamente las hostilidades», o enfrentar las consecuencias. Con referencia al proceso de descomunización por mandato legal que había comenzado en Ucrania en 2015, Putin dijo: «¿De veras se quieren descomunizar? Bueno, pues nos parece muy bien. Pero no se queden a medio camino. Nosotros estamos más que listos para demostrarles lo que significa la descomunización de Ucrania». También declaró que tras el Euromaidán se trató de «distorsionar la mentalidad y la memoria histórica de millones de personas, de generaciones enteras que viven en Ucrania» resultando en un «ascenso del nacionalismo de extrema derecha, que rápidamente se convirtió en rusofobia agresiva y neonazismo».
El 22 de febrero de 2022, el Consejo de la Federación autorizó por unanimidad a Putin a utilizar la fuerza militar fuera de Rusia. A su vez, el gobierno ucraniano ordenó el reclutamiento de los reservistas, aunque todavía no se comprometió con la movilización general. No obstante, al día siguiente, Ucrania anunció el estado de excepción en todo el país —no así en los territorios ocupados en Dombás— mientras que Rusia comenzó a evacuar su embajada en Kiev y también arrió la bandera rusa desde lo alto del edificio.
Entre tanto, la decisión por parte de Rusia de reconocer de la RPD y RPL fue condenada por la presidenta de la Comisión Europea, Ursula von der Leyen, y el presidente del Consejo Europeo, Charles Michel, en declaraciones idénticas en Twitter.  El jefe de política exterior de la Unión Europea, Josep Borrell, afirmó que «No diría que es una invasión en toda regla, pero las tropas rusas están en suelo ucraniano». Por su parte, el presidente de los Estados Unidos, Joe Biden, declaró que se había producido «el comienzo de una invasión rusa de Ucrania». El secretario general de la OTAN, Jens Stoltenberg, y el primer ministro canadiense, Justin Trudeau, dijeron que se había producido «una nueva invasión».
Durante esa jornada los sitios web del parlamento y el gobierno ucranianos, junto con los sitios web bancarios, sufrieron ataques DDoS.

#### Sanciones internacionales contra Rusia

Mapa de la situación diplomática internacional de las repúblicas populares de Donetsk y Lugansk:
Reconocimiento oficial de las repúblicas populares de Donetsk y Lugansk.
Apoyo al reconocimiento ruso de la independencia de las repúblicas.
Apoyo a la integridad territorial de Ucrania.
Condena del reconocimiento ruso de la independencia.

En respuesta al reconocimiento de las dos repúblicas separatistas, los países occidentales comenzaron a implementar sanciones contra Rusia.
El 22 de febrero, el primer ministro del Reino Unido, Johnson, anunció sanciones contra cinco bancos rusos, a saber, Rossiya Bank, Industrialny Sberegátelny Bank, General Bank, Promsvyazbank y Black Sea Bank, y tres socios multimillonarios de Putin, a saber, Guennadi Tímchenko, Borís Rotenberg e Ígor Rotenberg; El canciller alemán Scholz anunció la detención del proceso de certificación del oleoducto Nord Stream 2; Los ministros de Relaciones Exteriores de la UE incluyeron en la lista negra a todos los miembros de la Duma que votaron a favor del reconocimiento de las regiones separatistas, prohibieron a los inversores de la UE comerciar con bonos estatales rusos e importaciones y exportaciones dirigidas con entidades separatistas; El presidente estadounidense Biden anunció sanciones contra los bancos VEB y Promsvyazbank y sanciones integrales sobre la deuda soberana de Rusia.

### Invasión
El 21 de febrero de 2022, tras el reconocimiento de las repúblicas autoproclamadas de Donetsk y Lugansk, el presidente Putin ordenó el envío de tropas rusas (incluidos tanques) al Donbás, en lo que Rusia llamó una «misión de mantenimiento de la paz». Más tarde ese mismo día, varios medios de comunicación independientes confirmaron que las fuerzas rusas estaban entrando en el Donbás. El 22 de febrero de 2022, Estados Unidos declaró este movimiento como una «invasión».
El mismo día, el Consejo de la Federación autorizó a Putin, el repliegue de la fuerza militar fuera de Rusia. A su vez, el presidente Zelenski ordenó el reclutamiento de los reservistas de Ucrania, aunque todavía no se comprometió con la movilización general.
El 23 de febrero, un alto funcionario de defensa estadounidense no identificado fue citado por los medios de comunicación diciendo que el «80 por ciento» de las fuerzas rusas asignadas y desplegadas a lo largo de la frontera de Ucrania estaban listas para la batalla y que una incursión terrestre podría comenzar en cualquier momento. El mismo día, el parlamento ucraniano aprobó el decreto del presidente Volodímir Zelenski sobre la introducción del estado de emergencia a partir de las 00:00 horas del 24 de febrero de 2022 en todo el territorio de Ucrania, excepto las regiones de Donetsk y Lugansk, por un período de 30 días. El Ministerio de Relaciones Exteriores de Ucrania recomendó que los ciudadanos ucranianos se abstuvieran de viajar a Rusia y que quienes viven en Rusia abandonen el país «inmediatamente». El mismo día, Rusia comenzó a evacuar su embajada en Kiev y también bajó la bandera rusa desde lo alto del edificio.
Alrededor de las 4 a. m., hora de Moscú, del 24 de febrero de 2022, el presidente Putin anunció el inicio de una «operación militar especial» en la región del Donbás. Poco después, llegaron informes de grandes explosiones en varias ciudades del centro y este de Ucrania, incluidas Kiev y Járkov, mientras que las tropas rusas de asalto anfibio atacaban en Odesa.

### Respuesta diplomática

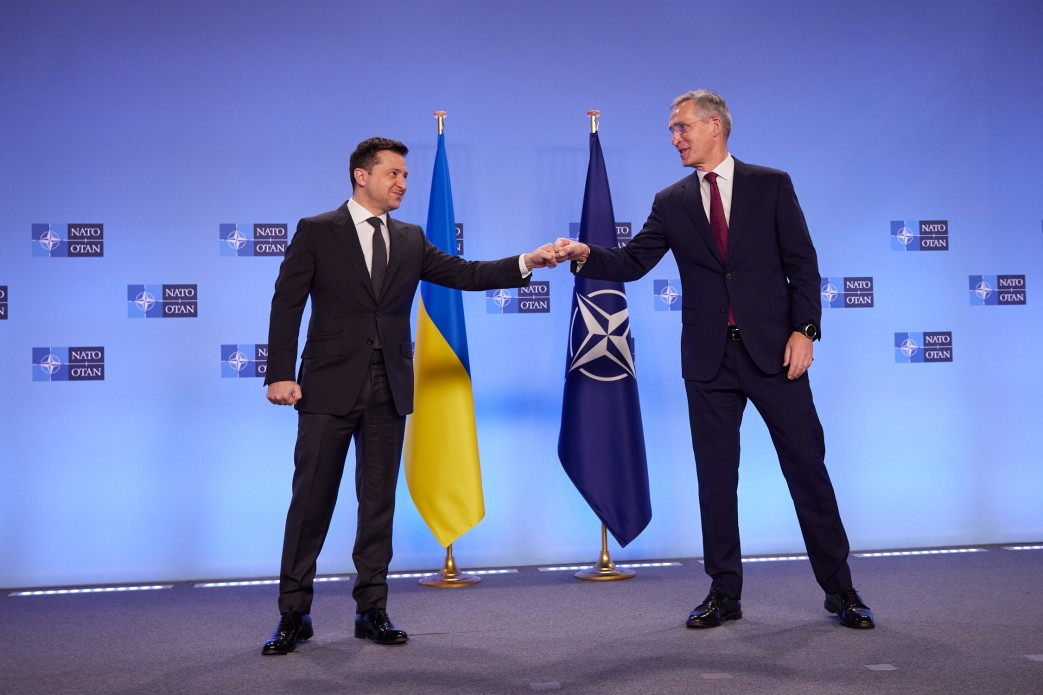
El presidente de Ucrania, Volodímir Zelenski, y el secretario general de la OTAN, Jens Stoltenberg en Bruselas, 16 de diciembre de 2021.

El 15 de noviembre, el ministro de Relaciones Exteriores de Alemania, Heiko Maas, y el ministro de Relaciones Exteriores de Francia, Jean-Yves Le Drian, expresaron su preocupación en un comunicado conjunto sobre «los movimientos de las fuerzas rusas y el equipo militar cerca de Ucrania», y pidieron a ambas partes que «muestren moderación». Al mismo tiempo, el secretario de prensa del Pentágono, John Kirby, confirmó que Estados Unidos continúa observando «actividades militares inusuales» de la Federación Rusa cerca de las fronteras de Ucrania, y el jefe del Departamento de Estado, Antony Blinken, discutió los informes sobre «actividades militares rusas» en el área con Jean-Yves Le Drian. Se informó que Estados Unidos está discutiendo sanciones con aliados europeos en caso de una mayor invasión rusa. El 16 de noviembre, el secretario general de la OTAN, Jens Stoltenberg, pidió a Occidente que enviara a Rusia «una señal clara para reducir la tensión, evitando cualquier escalada en Ucrania y sus alrededores». Stoltenberg agregó que la alianza ha detectado una «concentración inusual» de fuerzas rusas cerca de la frontera con Ucrania.
A principios de noviembre de 2021, la inteligencia ucraniana evaluó la información sobre la transferencia de tropas rusas adicionales a las fronteras de Ucrania como «un elemento de presión psicológica». Una semana después, la Oficina del Presidente de Ucrania reconoció que Rusia estaba acumulando «grupos específicos de tropas» cerca de la frontera. El ministro de Relaciones Exteriores de Ucrania, Dmytro Kuleba, instó a los gobiernos francés y alemán a prepararse para un posible escenario militar de las acciones de Rusia en dirección a Ucrania.
Ucrania intensificó los esfuerzos diplomáticos. El 15 de noviembre, el presidente de Ucrania, Volodímir Zelenski, y el jefe del Consejo Europeo, Charles Michel, discutieron «la situación de seguridad a lo largo de las fronteras de Ucrania». El mismo día, Dmytro Kuleba mantuvo conversaciones sobre los mismos temas en Bruselas. El nuevo titular del Ministerio de Defensa, Oleksii Réznikov, se desplazó a Washington D. C., donde el 18 de noviembre se reunió con el secretario de Defensa estadounidense, Lloyd Austin. El 16 de noviembre, el secretario de defensa británico, Ben Wallace, visitó Kiev.

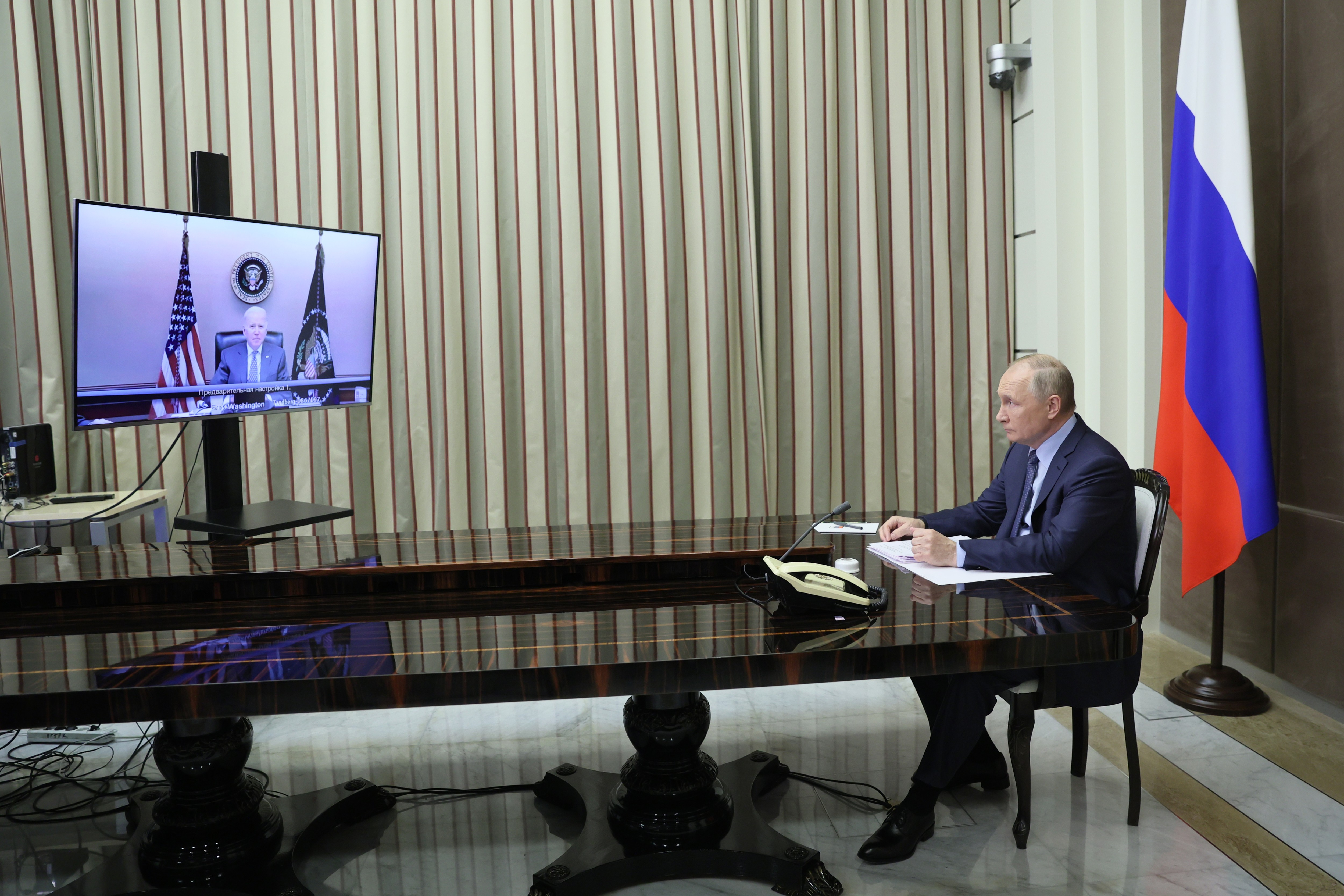
El presidente de los Estados Unidos, Joe Biden, realizando una videollamada con el presidente ruso, Vladímir Putin, el 7 de diciembre de 2021.

Israel mantiene una fuerte relación tanto con Ucrania como con Rusia, y en ocasiones ha actuado como mediador entre las dos naciones. En abril de 2021, Volodímir Zelenski le pidió al primer ministro israelí, Benjamín Netanyahu, que mediara entre él y Vladímir Putin. Los israelíes plantearon la idea a los rusos, quienes rechazaron la solicitud. En una reunión en Kiev en octubre de 2021 con el presidente ucraniano Zelenski, el presidente israelí Isaac Herzog le dijo a Zelenski que el nuevo gobierno israelí bajo el primer ministro Naftalí Bennett estaba dispuesto a reanudar los esfuerzos de mediación entre Ucrania y Rusia. Bennett planteó la idea en una reunión con Putin dos semanas después en Sochi, pero Putin se negó.
Se planeó una reunión en formato Normandía entre altos funcionarios rusos, ucranianos, alemanes y franceses en París para el 26 de enero de 2022, con una llamada telefónica de seguimiento entre los presidentes francés y ruso, Macron y Putin, el 28 de enero. Ucrania cumplió la condición de Rusia para una reunión en París y decidió retirar del Parlamento el controvertido proyecto de ley sobre la reintegración de la región de Crimea y Donbás, porque se consideró que la ley era contraria a los acuerdos de paz de Minsk.
El 7 de febrero, el presidente francés, Emmanuel Macron, se reunió con Vladímir Putin en Moscú, con resultados mixtos: Macron dijo que Putin le dijo que Rusia no intensificaría más la crisis; Putin se burló de las afirmaciones de que la OTAN es una «alianza defensiva» y advirtió a los países de Occidente que si Ucrania se unía a la OTAN, los países europeos estarían «automáticamente» en guerra con Rusia.

#### Conversaciones de seguridad con Rusia
El 7 de diciembre de 2021, Joe Biden y Vladímir Putin conversaron por videoconferencia. Uno de los temas discutidos fue la crisis sobre Ucrania, la parte rusa emitió una declaración que decía que Putin destacó el hecho de que era «la OTAN la que estaba llevando a cabo peligrosos intentos de desarrollar el territorio ucraniano y aumentar su potencial a lo largo de las fronteras [de Rusia]»; exigió «garantías legales confiables» que impedirían que la OTAN expandiera su territorio hacia Rusia y que no desplegarían sus sistemas de armas de ataque en países fronterizos con Rusia.

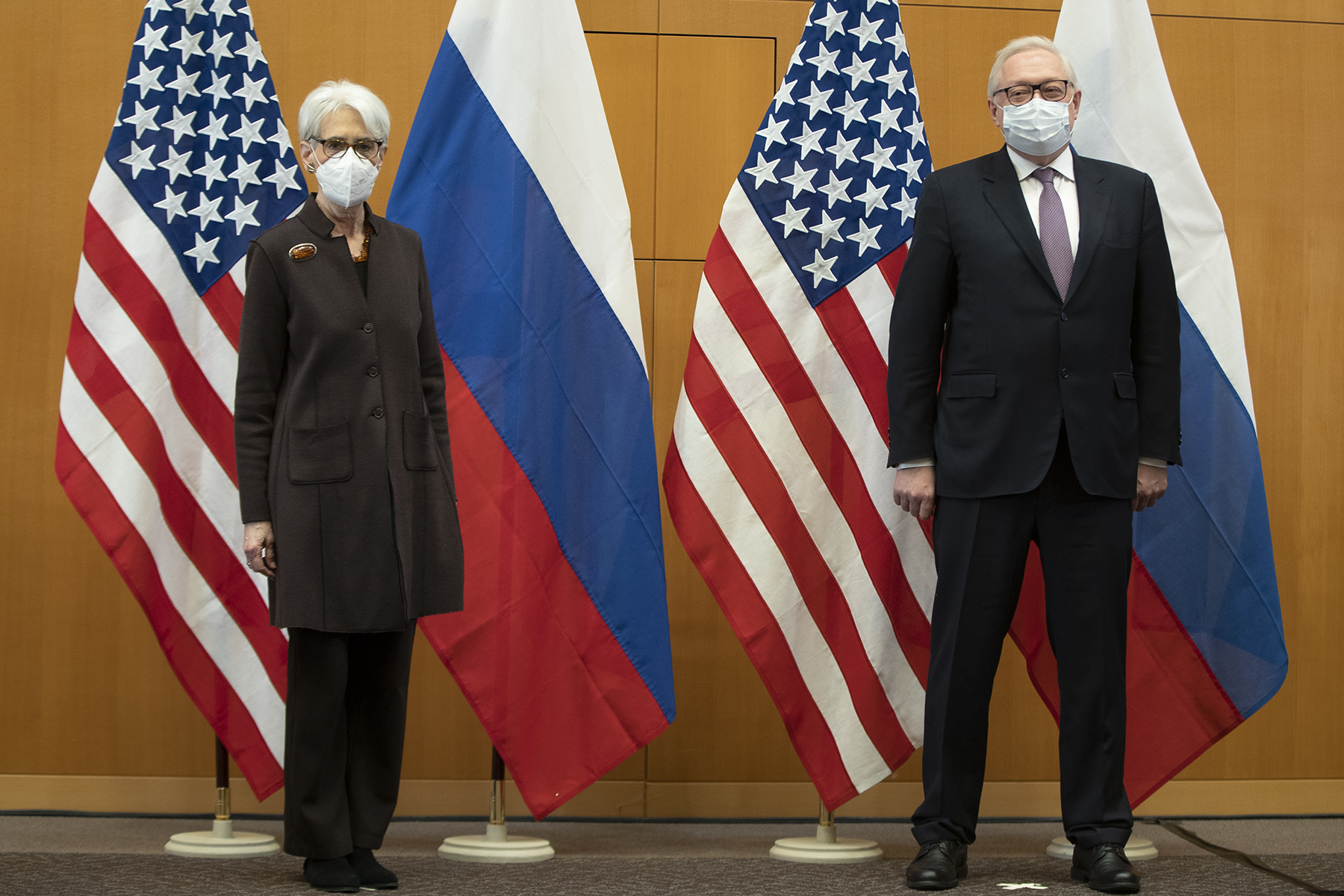
La subsecretaria de Estado de los Estados Unidos, Wendy Sherman, reunida con el viceministro de Asuntos Exteriores de Rusia, Sergei Ryabkov, en Ginebra el 10 de enero de 2022.

El 15 de diciembre de 2021, Moscú entregó formalmente a EE. UU. su borrador de tratados sobre garantías de seguridad por los que EE. UU. se comprometía a no desplegar tropas en los estados exsoviéticos que no son miembros de la OTAN, descartar cualquier expansión adicional de la Alianza hacia el este y la OTAN se comprometería, entre otras cosas, a no desplegar fuerzas en otros países además de retirar las fuerzas desplegadas en Europa del Este desde el 27 de mayo de 1997.
El 28 de diciembre de 2021, EE. UU. y Rusia anunciaron que se llevarían a cabo conversaciones bilaterales en Ginebra el 10 de enero de 2022, para discutir las preocupaciones sobre sus respectivas actividades militares y enfrentar las crecientes tensiones sobre Ucrania, la parte rusa seguía buscando garantías de seguridad de EE. UU. y la OTAN. Las conversaciones fueron dirigidas por el viceministro de Relaciones Exteriores de Rusia, Sergei Ryabkov, y la vicesecretaria de Estado de los Estados Unidos, Wendy Sherman.
Biden y Putin tuvieron una llamada telefónica de 50 minutos el 30 de diciembre de 2021; en la llamada, Biden instó a Putin a reducir la tensión en Ucrania. Biden dijo que EE. UU. no planeaba desplegar armas ofensivas en Ucrania y advirtió que si Rusia continuaba con la agresión contra Ucrania, esto conduciría a «costos y consecuencias graves», como que EE. UU. impusiera sanciones económicas adicionales a Rusia, aumentar la presencia militar de EE. UU. en los miembros orientales de la OTAN, y mayor asistencia a Ucrania. Putin, a su vez, respondió que imponer nuevas sanciones de EE. UU. contra Rusia sería un «error colosal» que podría conducir al colapso de las relaciones entre Rusia y EE. UU.
La reunión de Ginebra fue seguida por una reunión del Consejo de la OTAN-Rusia en Bruselas el 12 de enero que reunió a los 30 miembros de la OTAN y Rusia para discutir, según la declaración oficial emitida por la OTAN, «la situación en y alrededor de Ucrania, y las implicaciones para la seguridad europea»; la declaración del Ministerio de Defensa ruso después de la reunión decía: «[Rusia] presentó evaluaciones rusas del estado actual en el campo de la seguridad europea y también dio explicaciones sobre los aspectos militares del proyecto de acuerdo sobre garantías de seguridad». Rusia consideró que las conversaciones no tuvieron éxito. Tras la reunión, el secretario general de la OTAN, Jens Stoltenberg, dijo que, con respecto a la posible adhesión de Ucrania a la OTAN, todos los aliados de la OTAN estaban «unidos en el principio fundamental de que todas y cada una de las naciones tienen derecho a elegir su propio camino» y «Rusia no tiene un poder de veto sobre si Ucrania puede convertirse en miembro de la OTAN... al final del día, tienen que ser los aliados de la OTAN y Ucrania los que deciden sobre la entrada».

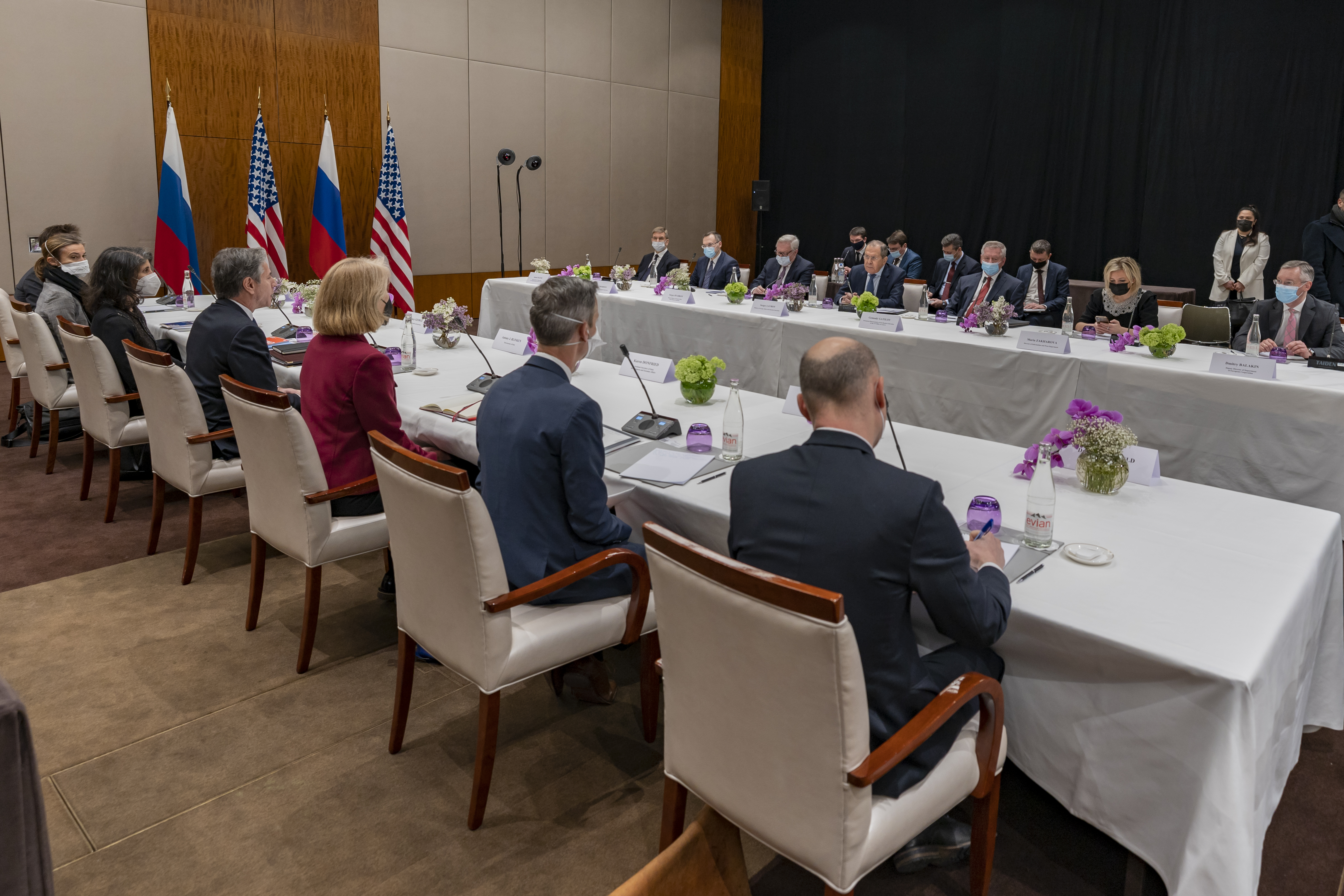
El secretario de Estado de los Estados Unidos Antony Blinken se reúne con el ministro de Relaciones Exteriores de Rusia Serguéi Lavrov en Ginebra, Suiza, el 21 de enero de 2022.

El 21 de enero en Ginebra, Suiza, Lavrov y el secretario de Estado Antony Blinken sostuvieron una reunión en la que Blinken enfatizó que «no fue una negociación sino un sincero intercambio de preocupaciones e ideas». Después de la reunión, Blinken dijo que Estados Unidos le había dejado claro a Rusia que su nueva invasión «recibiría una respuesta rápida, severa y unida de Estados Unidos y nuestros socios y aliados»; Lavrov dijo que todavía estaban esperando una respuesta formal por escrito a sus demandas originales de garantías de seguridad de EE. UU. EE. UU. entregó un documento formal por escrito respondiendo a las demandas de Rusia el 26 de enero. La respuesta rechazó la demanda de Moscú de que Ucrania nunca se uniera a la OTAN. Blinken afirmó que el documento describe «las preocupaciones de Estados Unidos y nuestros aliados y socios sobre las acciones de Rusia que socavan la seguridad, una evaluación pragmática y basada en principios de las preocupaciones que Rusia ha planteado, y nuestras propias propuestas de áreas en las que podemos encontrar terreno común». El 1 de febrero, Putin dijo que la respuesta de Estados Unidos no había abordado las «tres demandas clave» de Moscú, a saber, la no expansión de la Alianza, la negativa a desplegar sistemas de armas ofensivas cerca de las fronteras rusas y la retirada de la infraestructura militar de la Alianza hasta sus posiciones de 1997.

### Consejo de Seguridad de las Naciones Unidas

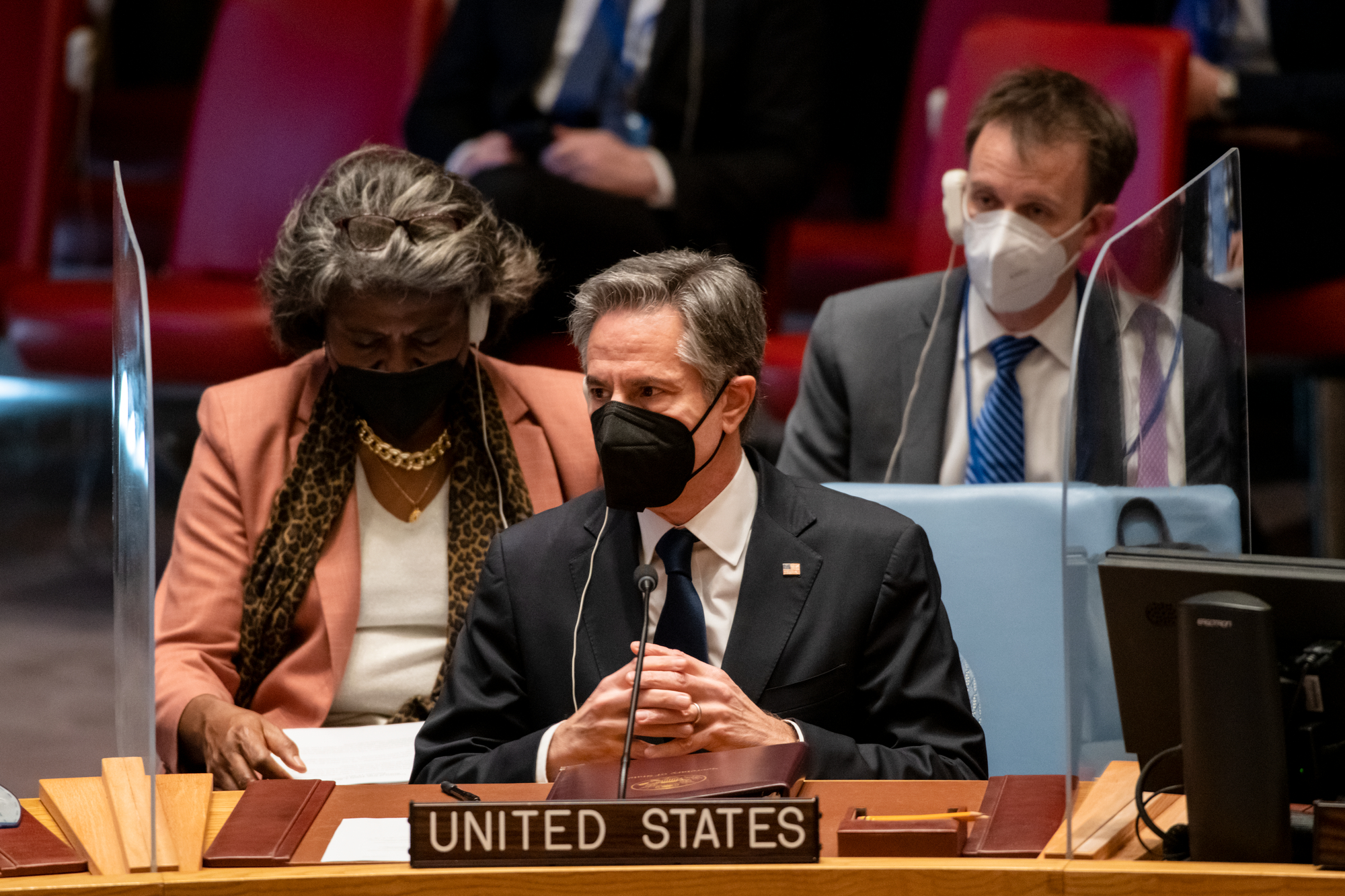
Antony Blinken hablando sobre «la amenaza de Rusia a la paz y la seguridad», en una reunión del Consejo de Seguridad de la ONU el 17 de febrero de 2022.

Se convocó una reunión del Consejo de Seguridad de la ONU el 31 de enero para discutir la crisis actual. Rusia intentó bloquear la reunión, pero la solicitud fue rechazada con diez votos a favor, dos en contra y tres abstenciones. Durante el debate, Estados Unidos y Rusia intercambiaron acusaciones entre ellos. La embajadora de Estados Unidos ante la ONU, Linda Thomas-Greenfield, acusó a Rusia de «comportamiento agresivo», lo que representa una «clara amenaza para la paz y la seguridad internacionales»; Dijo que Rusia había realizado la mayor movilización militar en décadas en Europa y estaba tratando de «pintar a Ucrania y los países occidentales como los agresores para fabricar un pretexto para el ataque». El embajador de Rusia ante la ONU, Vasili Nebenzia, acusó a Occidente de «histérica» y de «aumentar las tensiones» por Ucrania. Agregó que Estados Unidos estaba avivando el conflicto y que la reunión del Consejo de Seguridad de las Naciones Unidas era un intento de abrir una brecha entre Rusia y Ucrania, y dijo que Ucrania no estaba cumpliendo con los Protocolos de Minsk de 2014 y 2015 para poner fin al conflicto con los separatistas, y que las naciones occidentales estaban «llenando Ucrania de armas» en contra de los Protocolos de Minsk.
El representante permanente de Ucrania en la ONU, Sergiy Kyslytsya, dijo que Rusia había acumulado 112 000 soldados cerca de las fronteras de Ucrania y en Crimea, con 18 000 desplegados en el mar frente a la costa de Ucrania. El representante permanente de China, Zhang Chun, dijo que la reunión fue contraproducente y que se necesitaba una «diplomacia silenciosa, no una diplomacia de megáfono». En la reunión no se acordó ninguna resolución.
Más tarde, la intervención del 21 de febrero en Donbás fue ampliamente condenada por el Consejo de seguridad de la ONU y no recibió ningún apoyo. El embajador de Kenia, Martin Kimani, comparó el movimiento de Putin con el colonialismo y dijo: «Debemos completar nuestra recuperación de las brasas de los imperios muertos de una manera que no nos sumerja de nuevo en nuevas formas de dominación y opresión».
Se convocó otra reunión del Consejo de seguridad de la ONU los días 23 y 24 de febrero de 2022. Rusia invadió Ucrania durante esta reunión de emergencia del Consejo de seguridad. El secretario general Antonio Guterres había declarado: «Denle una oportunidad a la paz». Rusia invadió mientras ocupaba la presidencia del Consejo de seguridad para febrero de 2022, y tiene poder de veto como uno de los cinco miembros permanentes.

## Reacciones

### Domésticas

#### Rusia

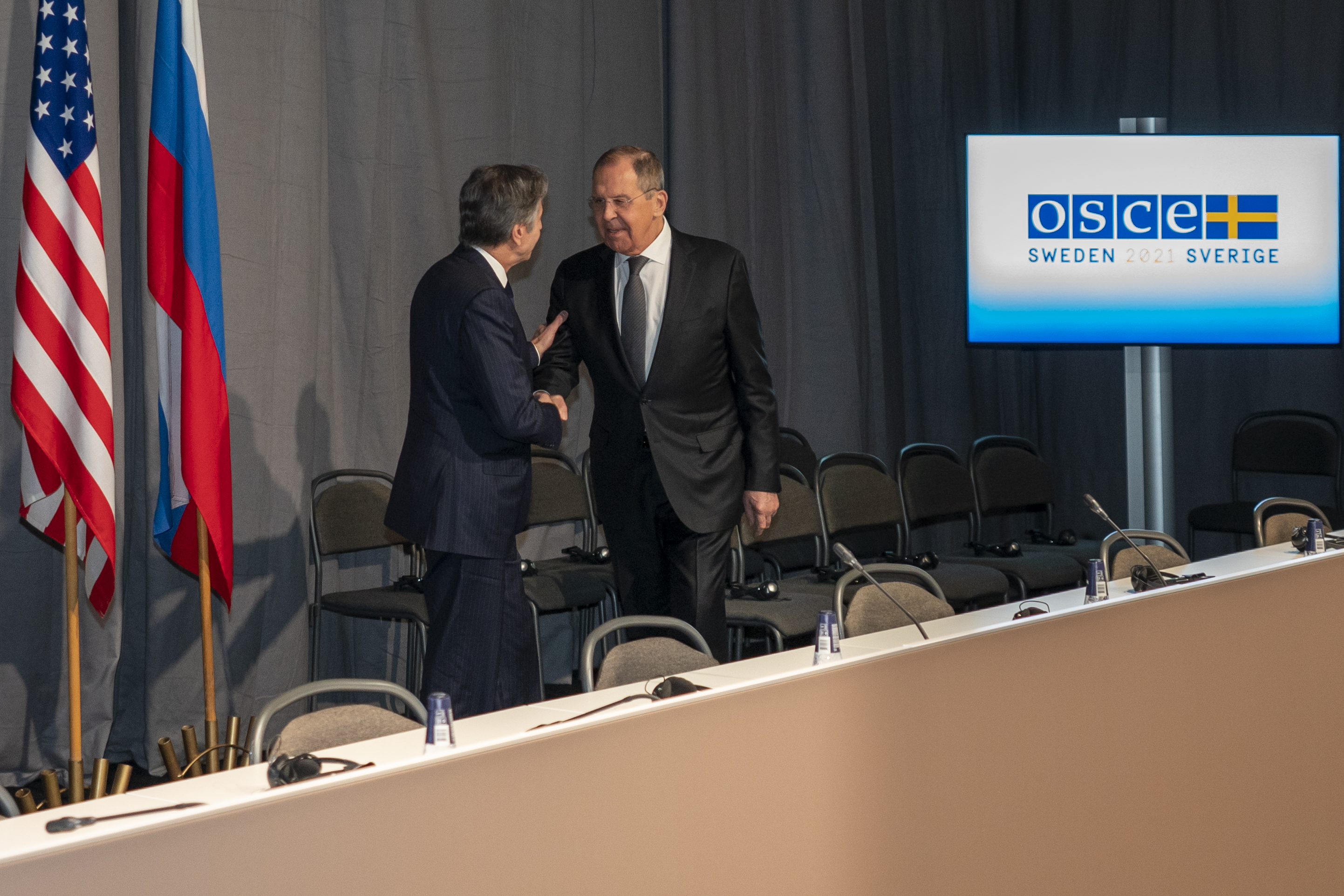
El ministro de Relaciones Exteriores de Rusia Serguéi Lavrov reunido con el secretario de Estado de los Estados Unidos Antony Blinken el 2 de diciembre de 2021.

El Kremlin ha negado repetidamente que tenga planes de invadir Ucrania. El presidente ruso, Vladímir Putin, desestimó tales temores como «alarmistas».
El 30 de noviembre de 2021, el presidente ruso, Vladímir Putin, declaró que una expansión de la presencia de la OTAN en Ucrania, especialmente el despliegue de cualquier misil de largo alcance capaz de atacar ciudades rusas o sistemas de defensa antimisiles similares a los de Rumania y Polonia, sería una «línea roja para Rusia». Putin le pidió al presidente estadounidense, Joe Biden, garantías legales de que la OTAN no se expandiría hacia el este ni colocaría «sistemas de armas que nos amenace en las inmediaciones del territorio ruso». Según Putin «si aparece algún tipo de sistema de ataque en el territorio de Ucrania, el tiempo de vuelo a Moscú será de siete a diez minutos, y cinco minutos en el caso de que se despliegue un arma hipersónica».
Dmitri Peskov, portavoz del presidente ruso, Vladímir Putin, ha hablado de la seguridad de los rusos, incluso en el Donbás ocupado. Según Peskov, «el Kremlin aún no ve las intenciones de Ucrania de alejarse de la escalada militar y tomar responsabilidad por sus unidades en la línea de contacto en Donbás». Peskov negó las acusaciones de que Rusia se está preparando para una posible invasión de Ucrania.
Dmitri Kozak, Jefe Adjunto de la Administración Presidencial Rusa y asesor político del Parlamento, dijo que la intensificación de las hostilidades en Donbás podría ser el principio del fin de Ucrania. Lo mismo se aplica a la adhesión de Ucrania a la OTAN.

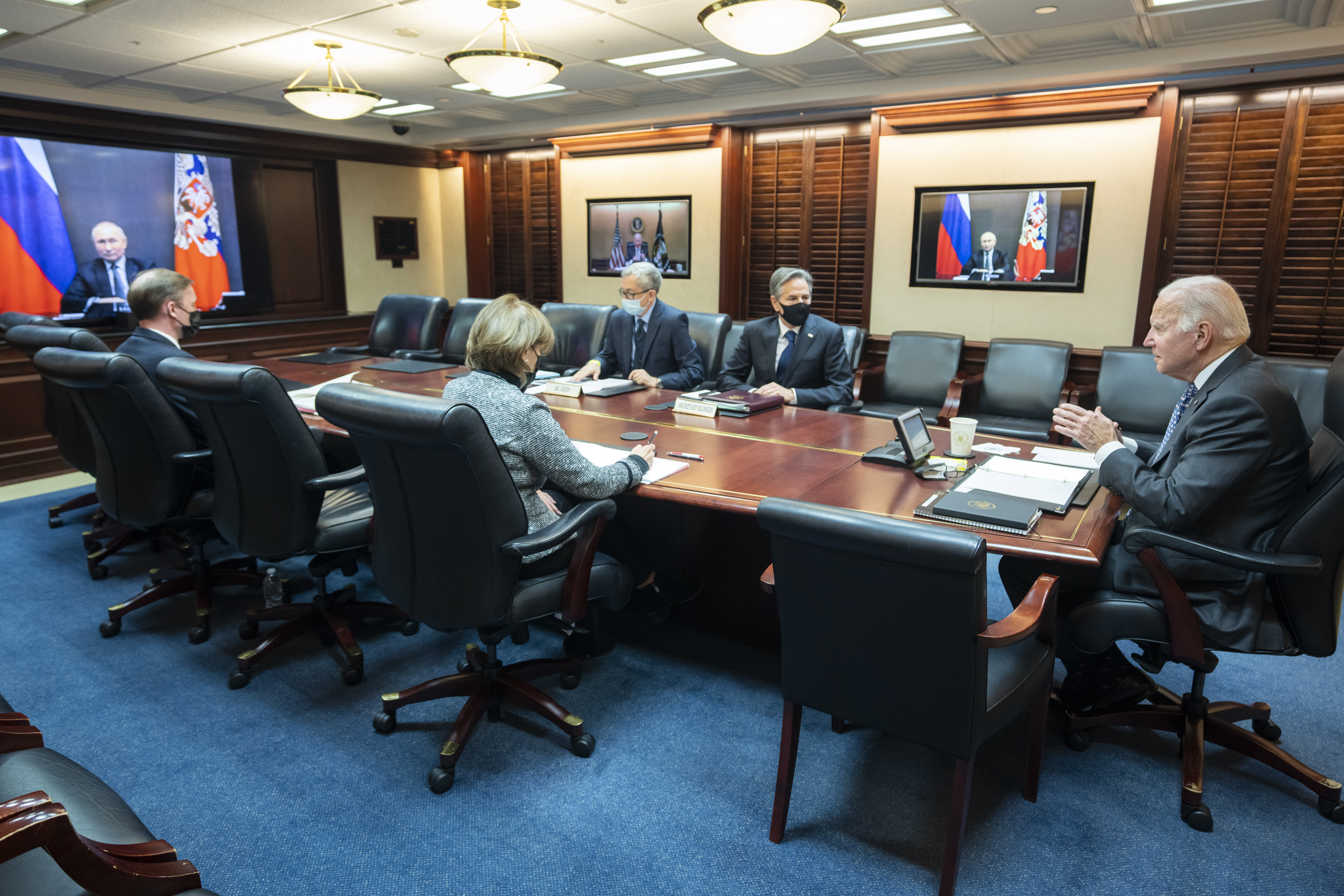
El presidente ruso, Vladímir Putin, manteniendo una videollamada con el presidente de los Estados Unidos, Joe Biden, el 7 de diciembre de 2021.

El viceministro de Relaciones Exteriores, Serguéi Ryabkov, dijo: «Hablan sobre el alto precio, pero nunca lo llaman. Lo que han hecho hasta ahora, en primer lugar, lo hemos estudiado bien y, en segundo lugar, nos hemos adaptado. No creemos que en absoluto deba utilizarse la terminología: precio, retribución, etc. Simplemente estamos defendiendo nuestros intereses y los intereses de nuestros ciudadanos y de la población de habla rusa, seguiremos defendiéndolos». Ryabkov dijo que Rusia «no tiene intención de atacar, organizar una ofensiva o invadir Ucrania». Cuando se le preguntó sobre la posibilidad de un despliegue militar ruso en Cuba y Venezuela, Ryabkov dijo que «todo depende de las acciones de nuestros homólogos estadounidenses».
Rusia impuso restricciones temporales a los vuelos sobre partes de Crimea y el Mar Negro del 20 al 24 de abril. Esto se afirma en un informe internacional para pilotos.
El ministro de Defensa ruso, Serguéi Shoigú, ha decidido retirar unidades militares del sur y del oeste, ya que según ya han logrado todos los objetivos. El ministro instruyó al Estado Mayor General, comandantes de tropas de los distritos militares y Fuerzas Aerotransportadas a planificar e iniciar el 23 de abril el regreso de las tropas a sus lugares permanentes, realizar un análisis detallado y resumir los resultados de una inspección sorpresa de tropas.
El 13 de enero de 2021, el periodista político ruso Antón Krasovsky, director de transmisiones en ruso en el canal RT, amenazó con quemar la Constitución de Ucrania en Jreshchatyk debido al curso prescrito en ella para unirse a la OTAN.
La embajada rusa en Washington D. C. calificó los movimientos de las tropas rusas como un «derecho soberano» y dijo en una publicación de Facebook: «Una vez más enfatizamos: Rusia no va a atacar a nadie».
El 22 de enero de 2022, el gobierno británico acusó a Rusia de intentar derrocar al gobierno de Ucrania a través de la fuerza militar y reemplazarlo con una administración prorrusa. Rusia negó la acusación y dijo que era «evidencia de que son los países de la OTAN, encabezados por los anglosajones, los que están aumentando las tensiones en torno a Ucrania».
El líder de la oposición rusa, Alekséi Navalni, escribió en varias cartas a la revista Time que Occidente sigue cayendo en las trampas de Putin y que «en lugar de ignorar estas tonterías, Estados Unidos acepta la agenda de Putin y se apresura a organizar algunas reuniones».
El 24 de enero de 2022, Rusia comenzó su ejercicio naval en el Mar Báltico que involucró comunicaciones, defensa aérea, defensa antisubmarina y ejercicios de combate. También participan grupos antiterroristas de la Flota del Báltico.

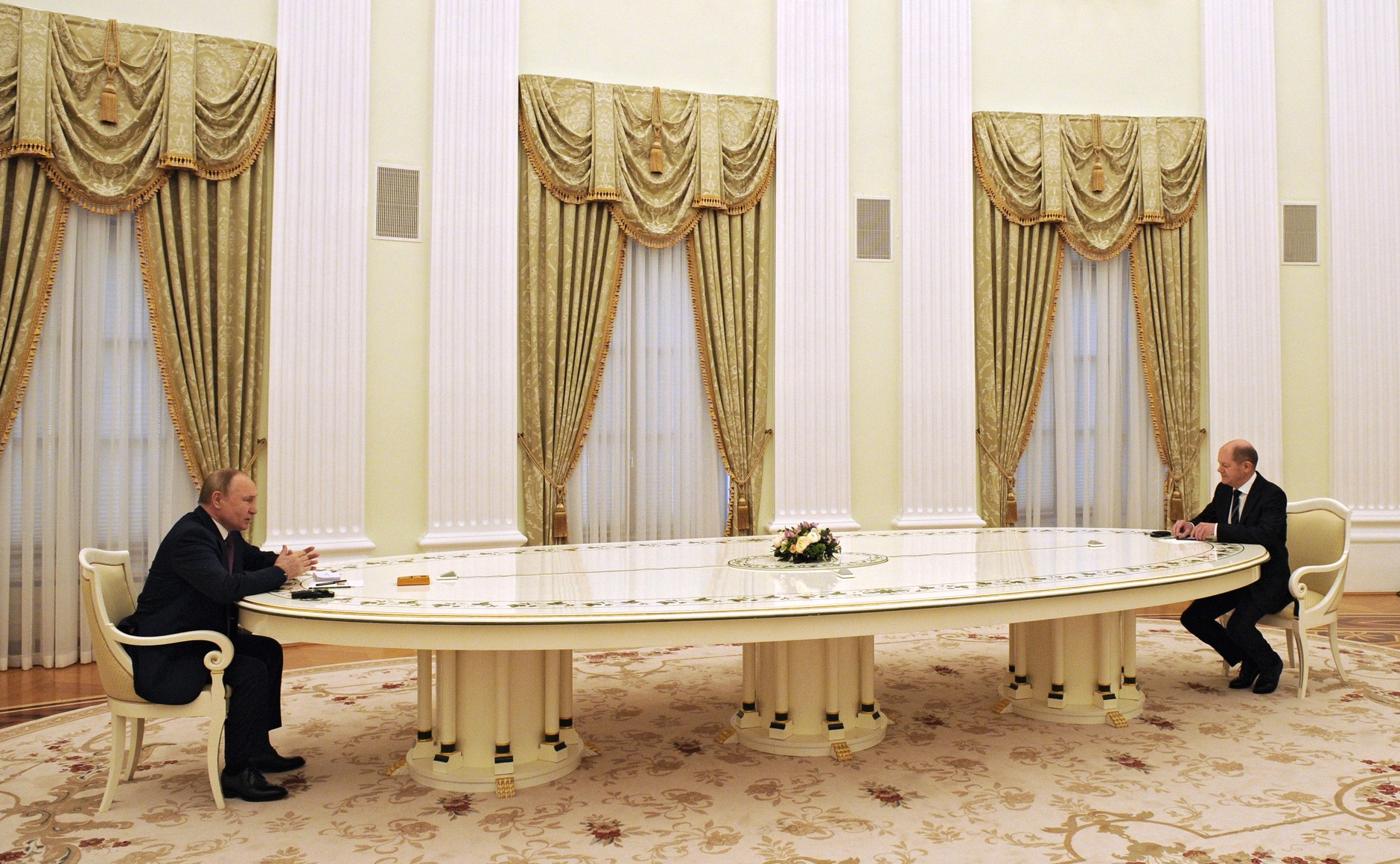
Putin y el canciller alemán Olaf Scholz en Moscú el 15 de febrero de 2022.

Nikolái Zhuravliov, vicepresidente del Consejo de la Federación, advirtió que Europa no podrá recibir gas natural, petróleo y metales de Rusia en caso de que Rusia fuera desconectada del SWIFT.
A fines de enero de 2022, durante una visita para conmemorar el aniversario del final del asedio de Leningrado durante la Segunda Guerra Mundial, Nikolái Pátrushev, secretario del Consejo de Seguridad de Rusia, dijo: «No queremos la guerra. No necesitamos eso en absoluto».
En febrero de 2022, Putin advirtió que la adhesión de Ucrania a la OTAN podría envalentonar a Ucrania para recuperar el control sobre la Crimea anexada por Rusia o las áreas gobernadas por separatistas prorrusos en Donbás, diciendo: «Imagínese que Ucrania es miembro de la OTAN y una operación militar [para recuperar Crimea ] comienza. ¿Qué, vamos a pelear con la OTAN? ¿Alguien ha pensado en esto?».
El 7 de febrero de 2022, Putin dijo en una conferencia de prensa conjunta con el presidente francés, Emmanuel Macron, que «varias ideas y propuestas [de Macron]... son posibles como base para pasos futuros. Haremos todo lo posible para encontrar compromisos que se adapten a todos». Putin prometió no llevar a cabo nuevas iniciativas militares cerca de Ucrania.
El 12 de febrero de 2022, el ministro de Relaciones Exteriores de Rusia, Lavrov, acusó a Estados Unidos y sus aliados de llevar a cabo una «campaña de propaganda» sobre la invasión rusa de Ucrania.
El 21 de febrero, Putin respaldó la independencia de los territorios autodenominados de Donetsk y Lugansk. En el discurso a la nación arremetió: «Vamos a demostrar que significa deshacerse del comunismo», en referencia a la retirada de estatuas de Lenin, quien siendo el líder bolchevique recibió esos territorios, tras la caída de la URSS. También acusó a Estados Unidos y la OTAN de dar armamento militar a los ucraniano desde 2014 y de dirigir las políticas del país.

#### Ucrania

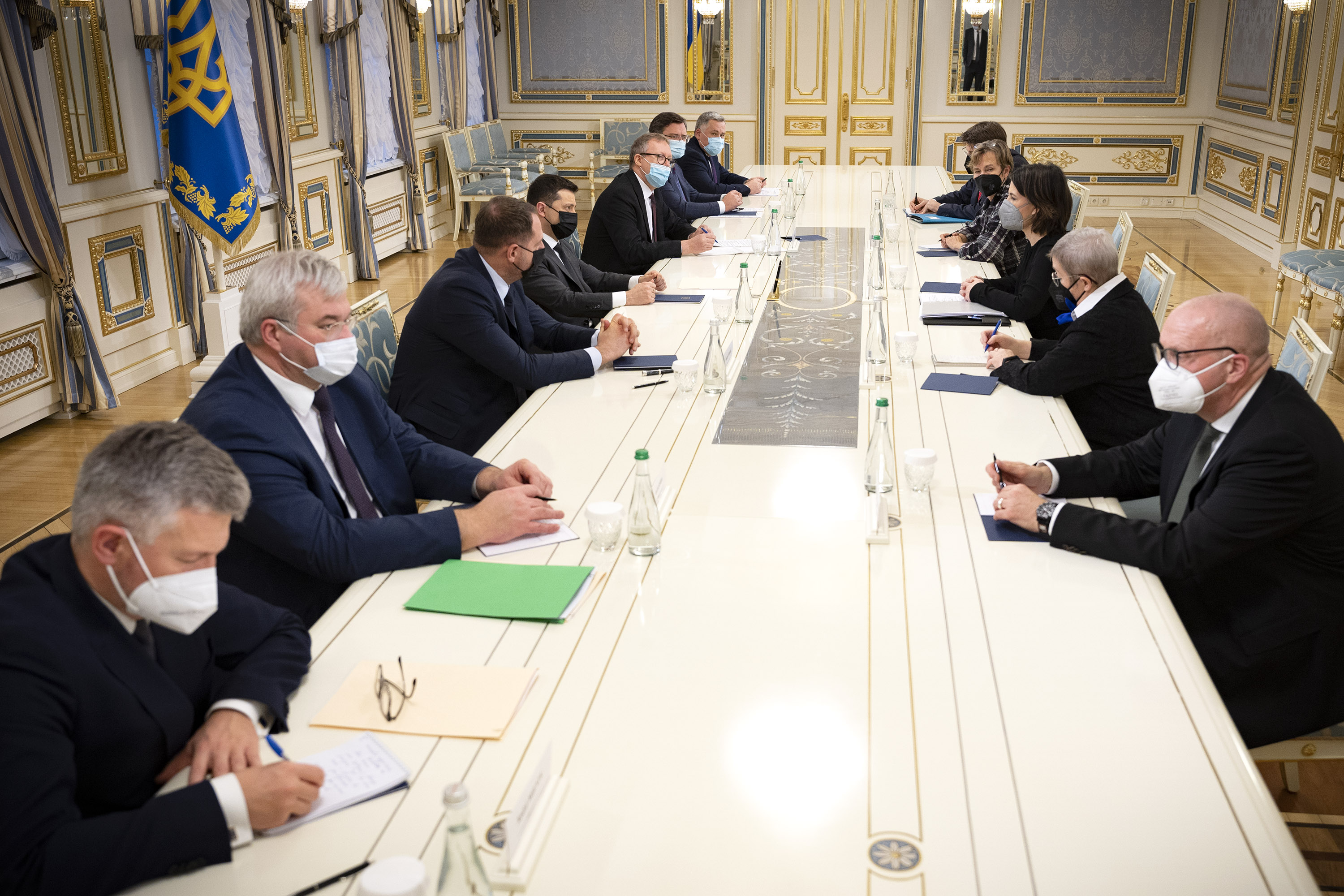
El presidente de Ucrania, Volodímir Zelenski, se reúne con la ministra de Relaciones Exteriores de Alemania, Annalena Baerbock, en Kiev el 17 de enero de 2022.

En una entrevista con el diario francés Libération, el canciller ucraniano, Dmytró Kuleba, dijo que las provocaciones de Rusia con el traslado de tropas a la frontera con Ucrania y el agravamiento de la situación en el este son las más graves desde el ataque a marineros ucranianos en el Estrecho de Kerch en noviembre de 2018. Al mismo tiempo, la amenaza actual de Rusia era muy peligrosa.
En una entrevista con la agencia española de noticias EFE, el ministro de Asuntos Exteriores de Ucrania, Dmytró Kuleba, dijo que Ucrania no quiere una guerra con Rusia y no se prepara para ninguna escalada en el Donbás. En particular, no se trata de preparar ofensivas u operaciones militares.
En septiembre de 2021, el director ejecutivo de Naftogaz de Ucrania, Yuriy Vitrenko, acusó a Rusia de utilizar el gas natural como «arma geopolítica». Vitrenko afirmó que «una declaración conjunta de Estados Unidos y Alemania dijo que si el Kremlin usaba el gas como arma, habría una respuesta adecuada. Ahora estamos esperando la imposición de sanciones a una subsidiaria al 100 % de Gazprom, el operador del Nord Stream 2».
El ministro de Relaciones Exteriores de Ucrania, Dmytró Kuleba, afirmó que cualquier paso imprudente de la Federación Rusa o una nueva ronda de violencia por su parte le costará muy caro. Kuleba dijo que Rusia continúa aumentando su presencia militar a lo largo de la frontera entre Ucrania y Rusia, en los territorios ocupados y en los mares de Ucrania. Según él, Rusia está reuniendo tropas en tres direcciones, incluso en el noreste de Ucrania, en Crimea, en el sur, en Donbás y en el este. Kuleba también agregó que en las últimas semanas, Rusia ha intensificado significativamente su propaganda, que deshumaniza a los ucranianos y siembra el odio hacia Ucrania.
Oleksii Danílov, secretario del Consejo de Defensa y Seguridad Nacional de Ucrania, afirmó que Ucrania busca resolver el conflicto en el este del país principalmente a través de medios políticos y diplomáticos. «Ucrania actualmente no tiene ningún plan para devolver los territorios temporalmente ocupados por medios militares, nuestra tarea es resolver el conflicto exclusivamente por medios políticos y diplomáticos», dijo. «Todo lo demás es pura guerra de información de la Federación Rusa, que están librando no solo en nuestro territorio sino en toda Europa».
El 2 de noviembre de 2021, Dmitró Yárosh, exlíder de la organización Sector Derecho, fue nombrado asesor del Comandante en Jefe de las Fuerzas Armadas de Ucrania Valerii Zaluzhnyi. El 4 de noviembre, se aprobó un nuevo ministro de Defensa: el ex Viceprimer Ministro, Ministro para la Reintegración de los Territorios Ocupados Temporalmente, Oleksii Réznikov, quien participó en las reuniones del Grupo de Contacto Trilateral en nombre de Ucrania.

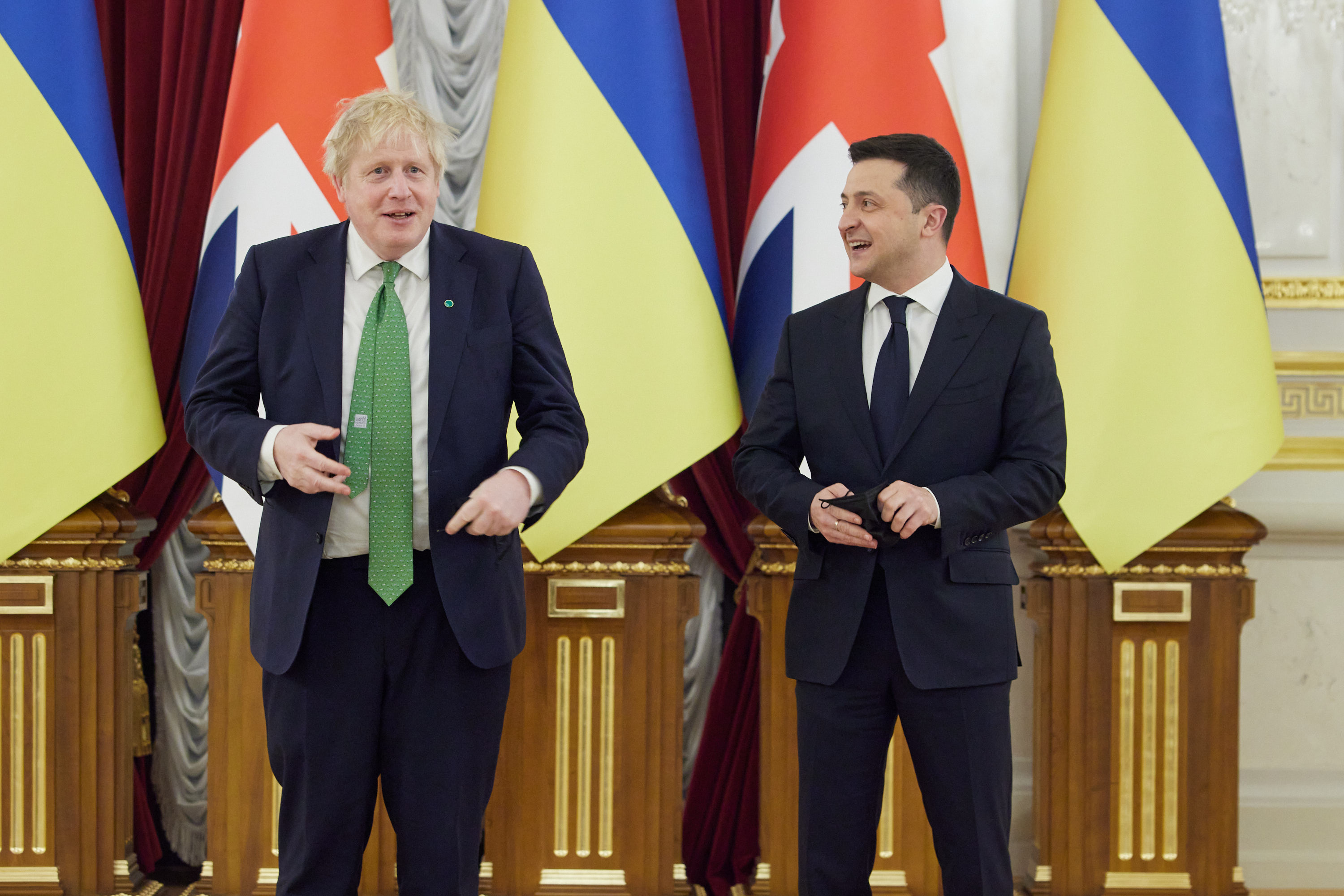
El presidente ucraniano Volodímir Zelenski y el primer ministro británico Boris Johnson en Kiev el 2 de febrero de 2022.

Kyrylo Budánov, jefe de la Dirección General de Inteligencia del Ministerio de Defensa de Ucrania, dijo que Rusia se está preparando para un ataque a finales de enero o principios de febrero de 2022.
El 26 de noviembre de 2021, el presidente Zelenski acusó a Rusia y al oligarca ucraniano Rinat Ajmétov de respaldar un plan para derrocar a su gobierno. Rusia negó cualquier participación en un complot golpista. En diciembre de 2021, Zelenski pidió una acción preventiva contra Rusia.
En enero de 2022, el presidente de Ucrania, Volodímir Zelenski, dijo en un mensaje de video que los ciudadanos del país no deberían entrar en pánico y apeló a los medios de comunicación para que sean «métodos de información masiva y no de histeria masiva».
El 22 de enero de 2022, el ministro de Relaciones Exteriores de Ucrania, Dmytró Kuleba, acusó a Alemania de «socavar» la unidad entre los aliados del país y de «alentar» al presidente ruso Putin a atacar Ucrania al negarse a entregar armas a Ucrania.
El exlíder del «Sector Derecho», Dmitró Yárosh, dijo en Facebook el 24 de enero que en caso de una eventual invasión rusa a Ucrania desde territorio bielorruso, los combatientes ucranianos convertirían sus vidas en un infierno:

¡Amigos bielorrusos! Los «bailes» y el «partidario bielorruso pacífico» se acabaron para ti... Estás siendo asesinado, violado, burlado... Eres paciente... ¿Tal vez suficiente? Ahora el Kremlin los está utilizando como provocadores en la guerra con Ucrania... ¿Y morirán por los intereses de Putin? Nosotros, los ucranianos, respetamos y amamos a los bielorrusos. Pero si nos atacan desde su territorio, convertiremos su vida de lacayo «pacífico» en un infierno.
Dmitró Yárosh

El 24 de enero de 2022, Oleksiy Danílov, secretario del Consejo de Defensa y Seguridad Nacional de Ucrania, dijo que el movimiento de tropas rusas cerca de la frontera de Ucrania «no era noticia» y «no vemos ningún motivo para declaraciones sobre una ofensiva a gran escala en nuestro país».
El 25 de enero de 2022, el ministro de Defensa, Oleksii Réznikov, dijo que actualmente no ve ninguna amenaza de una invasión rusa a gran escala de Ucrania. La viceministra de Defensa de Ucrania, Hanna Malyar, declaró que la cantidad de tropas rusas concentradas en las fronteras de Ucrania «no son suficientes para una invasión a gran escala».
A fines de enero de 2022, Zelenski acusó a los aliados occidentales de Ucrania de «sembrar pánico con predicciones de guerra inminente». El 12 de febrero de 2022, Zelenski dijo que «en el espacio de la información, hay demasiada información sobre una invasión profunda y a gran escala de Rusia. El mejor amigo de nuestro enemigo es el pánico en nuestro país, y toda esa información que ayuda a crear solo el pánico no nos ayuda».

### Internacionales

#### OTAN

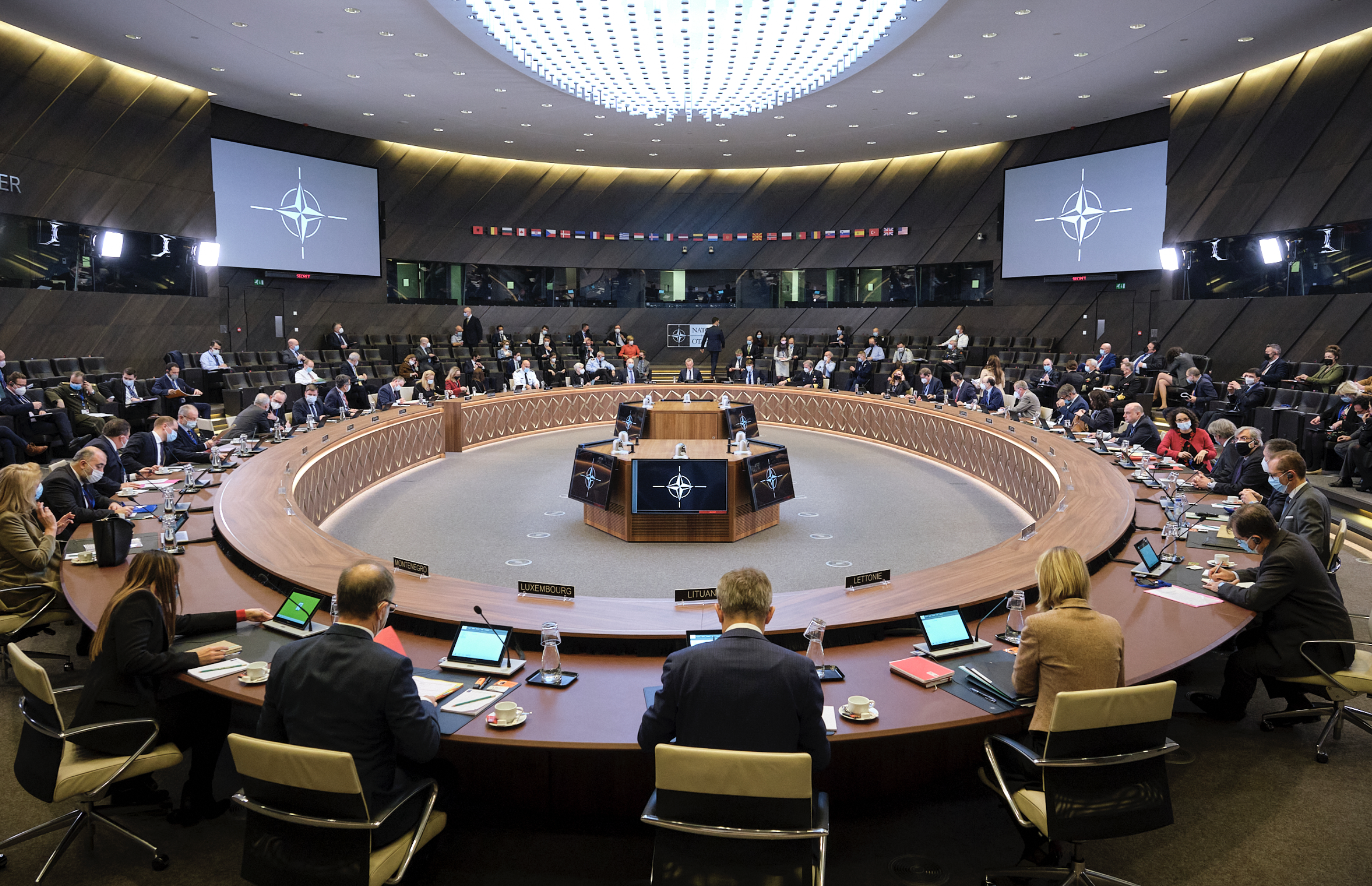
El Consejo del Atlántico Norte reunido el 11 de enero de 2022 para discutir la crisis.

La OTAN se convirtió en un punto álgido en la crisis ruso-ucraniana. El gobierno ruso exigió al organismo dejar de admitir nuevos miembros, así como oponerse firmemente a la posible adhesión a la OTAN de Georgia o Ucrania.
Ucrania no es miembro de la OTAN, pero ha afirmado su objetivo de unirse finalmente a la OTAN y participa en el programa Asociación para la Paz de la OTAN, incluidos los ejercicios militares anuales Sea Breeze y Rapid Trident. La OTAN ha pedido repetidamente a Rusia que respete la soberanía y la integridad territorial de Ucrania y ha condenado la anexión de Crimea por parte de Rusia en 2014 y los separatistas respaldados por Rusia en el este de Donbás, pidiendo una resolución del conflicto de Donbas a través de los acuerdos de Minsk. En diciembre de 2021, mientras Rusia continuaba con una acumulación militar en las fronteras de Ucrania, la Asamblea Parlamentaria de la OTAN se reunió con los líderes ucranianos para reafirmar el apoyo de la alianza a Ucrania, pedir a los miembros de la OTAN que aumenten la entrega de sistemas de armas defensivas a Ucrania y contrarrestar la desinformación rusa.
Las conversaciones en enero de 2022 entre EE. UU. y Rusia se estancaron debido a la demanda de Rusia. El principal negociador ruso, el viceministro de Relaciones Exteriores Serguéi Ryabkov, dijo que era «absolutamente obligatorio» que Ucrania «nunca, nunca, nunca» se uniera a la OTAN. Por el contrario, la OTAN y los EE. UU. han afirmado la política de «puertas abiertas» de la OTAN, afirmando que los países deben elegir libremente si se unen o no a la OTAN. El secretario general de la OTAN, Jens Stoltenberg, dijo que: «Nadie más tiene derecho a intentar vetar o interferir en ese proceso. Y se trata de principios fundamentales para la seguridad europea. Se trata del derecho de cada nación a elegir su propio camino».

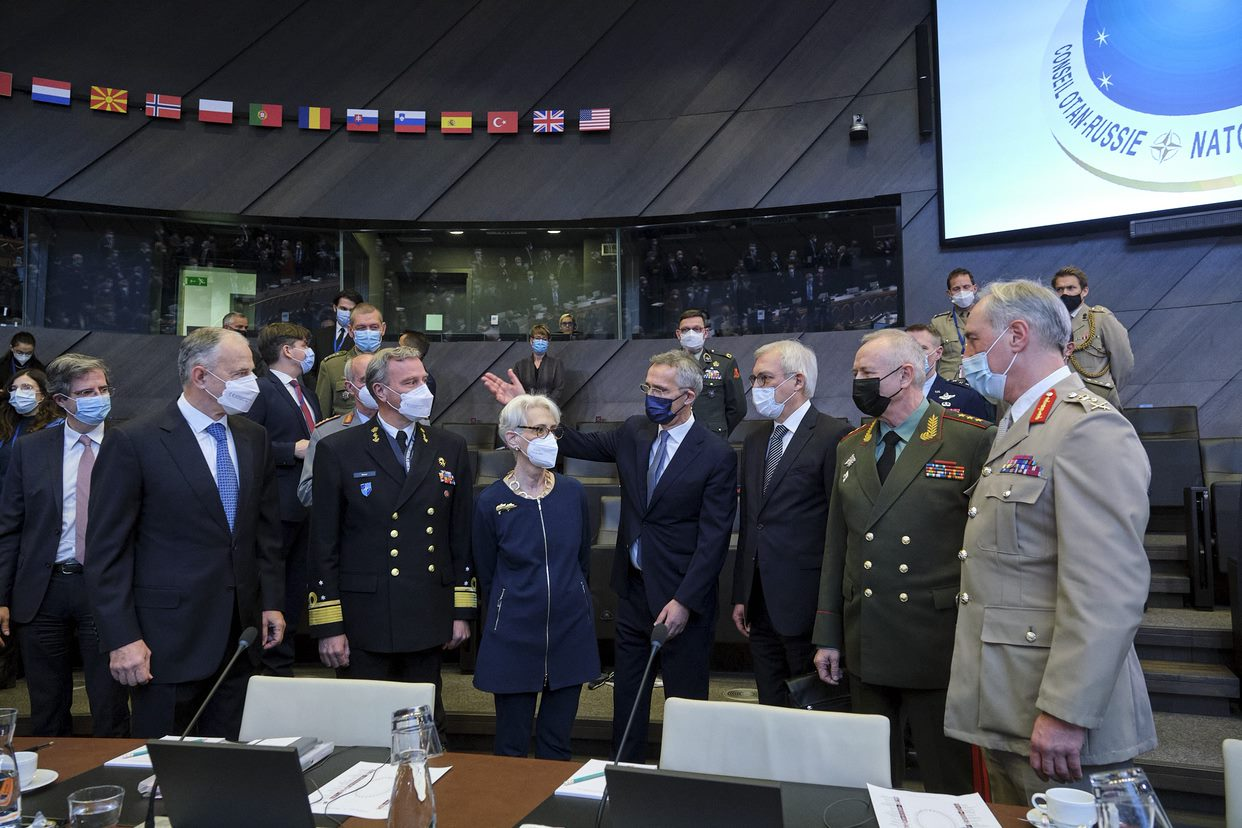
La subsecretaria de Estado Wendy Sherman reunida con el Consejo OTAN-Rusia en Bruselas, Bélgica, el 12 de enero de 2022.

Durante la crisis, Stoltenberg instó a Rusia a alejarse de la beligerancia, participar en conversaciones diplomáticas y cooperar con la OTAN. En una entrevista de enero de 2021, reafirmó el enfoque de «doble vía» de la OTAN hacia Rusia y dijo: «Estamos listos para entablar un diálogo con Rusia, pero nunca comprometeremos los principios básicos para la seguridad europea... Rusia tiene la opción de entablar un diálogo con la OTAN y los aliados occidentales o elegir la confrontación. Necesitamos ser claros sobre la posibilidad de que Rusia, una vez más, use la fuerza militar contra Ucrania. Brindaremos apoyo a Ucrania para permitirles fortalecer su capacidad de defensa».
El ministro español de Asuntos Exteriores, José Manuel Albares, afirmó que España quería «el diálogo, pero si no da sus frutos, por supuesto, España estará con sus socios europeos y sus aliados de la OTAN unidos en la disuasión».
El 24 de enero, la OTAN anunció que enviaría fuerzas militares adicionales a sus miembros orientales, debido al «deterioro de la situación de seguridad ... La OTAN continuará tomando todas las medidas necesarias para proteger y defender a todos los aliados, incluso reforzando la parte oriental de la alianza». Los despliegues incluyeron el envío de cuatro aviones de combate F-16 daneses a Lituania, además de una fragata que viaja al Mar Báltico. También se desplegarán dos aviones de combate F-35 holandeses en Bulgaria. El jefe de personal del ejército belga también declaró que el país estaba listo para enviar más fuerzas a los aliados orientales de la OTAN. El viceministro de Relaciones Exteriores de Rusia, Aleksandr Grushkó, condenó los despliegues y dijo que la alianza militar estaba «demonizando a Rusia» para «justificar la actividad militar en el flanco oriental [de la OTAN]».

#### Estados Unidos

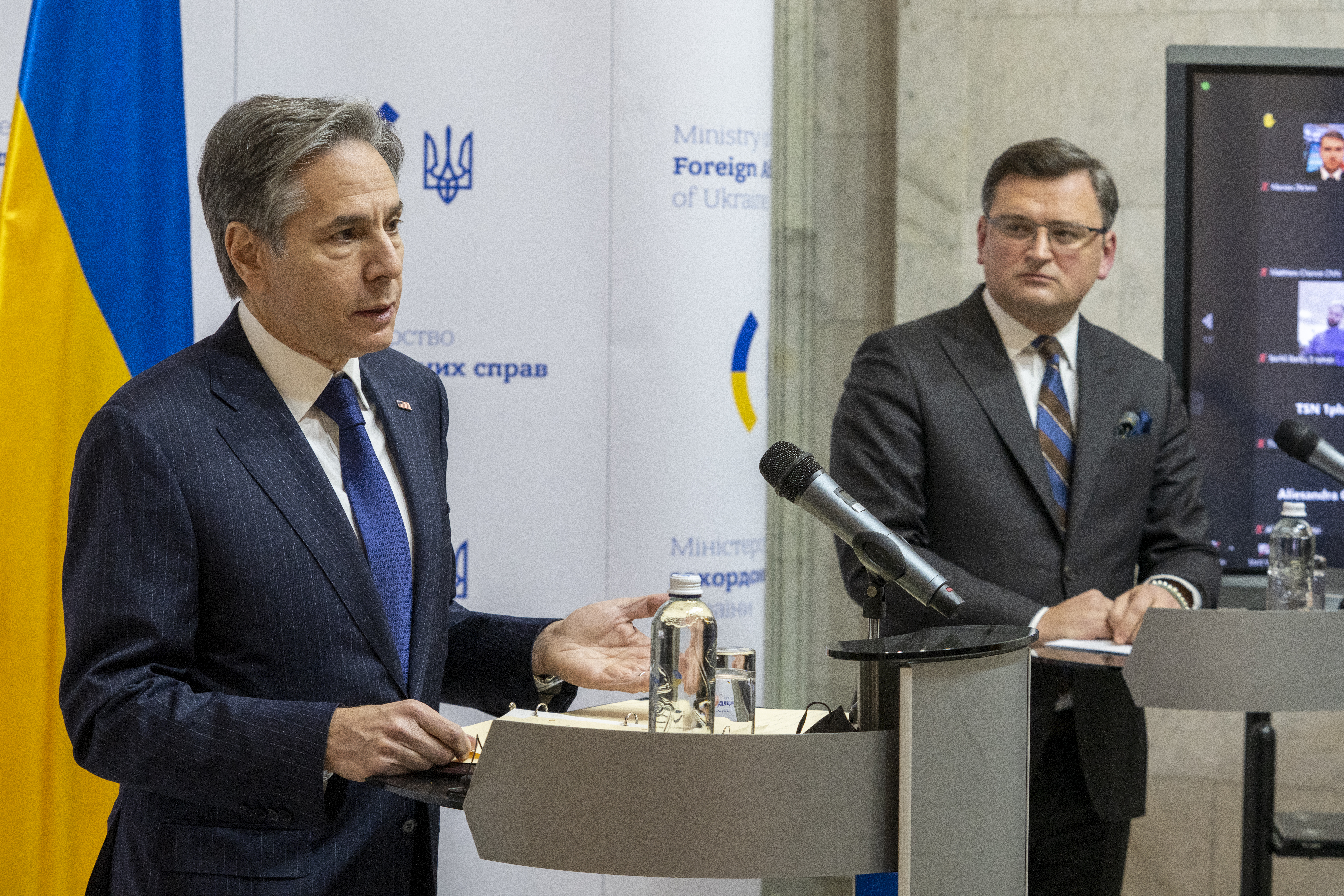
El secretario de Estado de EE. UU., Antony Blinken, realizando una conferencia de prensa conjunta en Kiev con el ministro de Relaciones Exteriores de Ucrania, Dmytro Kuleba, en enero de 2022.

El presidente del Estado Mayor Conjunto, Mark Milley, habló con el Comandante en Jefe de las Fuerzas Armadas de Ucrania, Ruslan Khomchak, para analizar el entorno de seguridad actual en Europa del Este. El mismo día, Milley mantuvo una conversación con el Jefe del Estado Mayor General de las Fuerzas Armadas de la Federación Rusa, Valeri Guerásimov.
El ministro de Relaciones Exteriores de Ucrania, Dmytró Kuleba, y el Secretario de Estado de los Estados Unidos, Antony Blinken, discutieron el agravamiento de la situación en Donbás. Blinken reafirmó el apoyo inquebrantable de Estados Unidos a la soberanía e integridad territorial de Ucrania.
El ministro de Defensa de Ucrania, Andriy Tarán, mantuvo una conversación telefónica con el Secretario de Defensa de los Estados Unidos de América, Lloyd Austin. Los jefes de los ministerios de defensa de Ucrania y Estados Unidos discutieron áreas específicas para fortalecer la cooperación en el campo de la seguridad y la defensa. Lloyd Austin expresó su preocupación por las acciones recientes de la Federación de Rusia y aseguró al ministro de Defensa de Ucrania que está dispuesto a apoyar a Ucrania en el contexto de la agresión en curso de Rusia en Donbás y Crimea. El Secretario de Defensa de los EE. UU. enfatizó que, en caso de una escalada de la agresión rusa, los Estados Unidos no dejarán sola a Ucrania y no permitirán la implementación de las aspiraciones agresivas de la Federación Rusa hacia Ucrania.
El 2 de abril de 2021, el presidente Joe Biden tuvo su primera conversación telefónica con el presidente ucraniano Volodímir Zelenski.
El 13 de abril de 2021, Biden mantuvo una llamada telefónica con Putin; Biden «enfatizó el compromiso inquebrantable de Estados Unidos con la soberanía y la integridad territorial de Ucrania»; Biden también expresó la preocupación de EE. UU. «por la repentina acumulación militar rusa en la Crimea ocupada y en las fronteras de Ucrania, y pidió a Rusia que redujera las tensiones». Biden y Putin acordaron reunirse en un «tercer país» en los próximos meses para discutir.
En abril de 2021, el Departamento del Tesoro de EE. UU., junto con la UE, el Reino Unido, Australia y Canadá, sancionó a ocho personas y entidades «asociadas con la ocupación y represión en curso de Rusia en Crimea».
John Kirby, portavoz del Departamento de Defensa de EE. UU., dijo que Rusia había concentrado más tropas cerca de la frontera con Ucrania que en 2014.
Los días 2 y 3 de noviembre de 2021, William Burns, director de la Agencia Central de Inteligencia (CIA) de EE. UU., se reunió con altos funcionarios de inteligencia rusos en Moscú para transmitir al Kremlin la preocupación de Biden por la situación en la frontera con Ucrania. Después del viaje, Burns habló por teléfono con el presidente de Ucrania, Volodímir Zelenski, para aliviar las tensiones entre Moscú y Kiev. Con el mismo propósito, el 4 de noviembre se envió a Ucrania a un funcionario de alto rango del Departamento de Estado de los Estados Unidos.
Funcionarios de inteligencia de EE. UU. advirtieron que Rusia estaba planeando una gran ofensiva militar en Ucrania en enero de 2022. Adam Schiff, presidente del Comité de Inteligencia de la Cámara, dijo que es «muy probable» que Rusia invada Ucrania. Según Schiff, la ocupación de Ucrania vería «más activos de la OTAN más cerca de Rusia. [Tendrá] el impacto opuesto al que Putin está tratando de lograr». El senador Bob Menéndez, presidente del Comité de Relaciones Exteriores del Senado, propuso la idea de sanciones severas «en el extremo máximo del espectro» y reiteró la posibilidad de excluir a Rusia del sistema de pago internacional SWIFT.
El 19 de enero de 2022, Biden dijo que cree que Rusia invadirá Ucrania. Biden dijo que una invasión a gran escala de Ucrania sería «lo más importante que ha sucedido en el mundo en términos de guerra y paz» desde la Segunda Guerra Mundial.
El 21 de enero de 2022, la secretaria de prensa de la Casa Blanca, Jen Psaki, declaró que «solo en el último año, comprometimos millones de dólares en asistencia de seguridad para Ucrania; en total, desde 2014, hemos comprometido 2700 millones de dólares. Estas entregas están en curso, incluso hoy vienen más entregas».

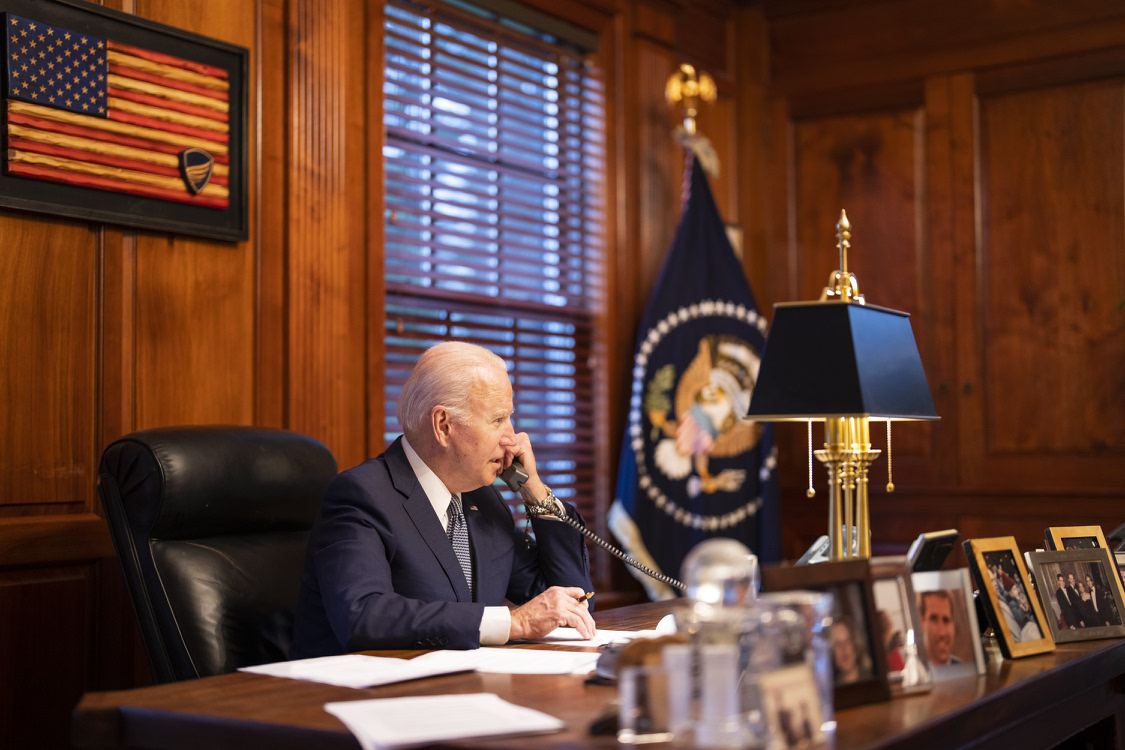
El presidente Joe Biden hablando por teléfono con el presidente Vladímir Putin el 29 de diciembre de 2021.

Los funcionarios estadounidenses han estado hablando con Catar y otros exportadores de gas natural sobre el suministro de gas natural licuado (GNL) a los países europeos. Los Estados miembros de la UE reciben alrededor del 40 % de su suministro de gas natural de Rusia y las posibles sanciones de EE. UU. podrían tener un gran impacto en el suministro de Rusia a Europa durante la temporada de invierno.
El 22 de enero de 2022, la Embajada de los Estados Unidos en Kiev solicitó la evacuación del personal no esencial junto con sus familias por parte del Departamento de Estado de los Estados Unidos. El Departamento de Estado emitió un aviso de no viajar a Ucrania o Rusia, citando la tensión actual a lo largo de la frontera entre Rusia y Ucrania y el COVID-19. El portavoz del Ministerio de Relaciones Exteriores de Ucrania, Oleh Nikolenko, calificó la medida de EE. UU. como «prematura» y una «muestra de precaución excesiva». Una fuente cercana al presidente Zelenski afirmó que el presidente consideró la medida de EE. UU. como «completamente ridícula».
Estados Unidos ha amenazado con detener la apertura del gasoducto Nord Stream 2 que enviaría gas natural ruso a Alemania, «si Rusia invade Ucrania de una forma u otra». La portavoz del Consejo de Seguridad Nacional de la Casa Blanca, Emily Horne, dijo que «el presidente Biden dijo que existe una clara posibilidad de que los rusos puedan invadir Ucrania en febrero».
El 27 de enero, Biden y el presidente ucraniano Zelenski estuvieron muy en desacuerdo durante una llamada telefónica en el que conversaron sobre cuán inminente era la amenaza. Después de que un alto funcionario ucraniano le dijo a CNN que la llamada «no salió bien», los republicanos de la Cámara de Representantes pidieron a la administración de Biden que publicara la transcripción de la llamada usando como precedente cuando Biden y otros demócratas exigieron a Donald Trump la transcripción de una llamada con Zelenski que se había vuelto controvertida. Los partidarios de la idea rápidamente lograron posicionar el hashtag #ReleaseTheTranscript como tendencia en Twitter. La misma llamada se volvió más polémica luego de que un informe asegurara que Biden le dijo a Zelenski que la invasión rusa era «inminente» y que terminaría con el «saqueo de Kiev» a lo que el presidente ucraniano respondería que «bajara el tono» de su mensaje sobre la invasión, este informe fue negado por la Casa Blanca.

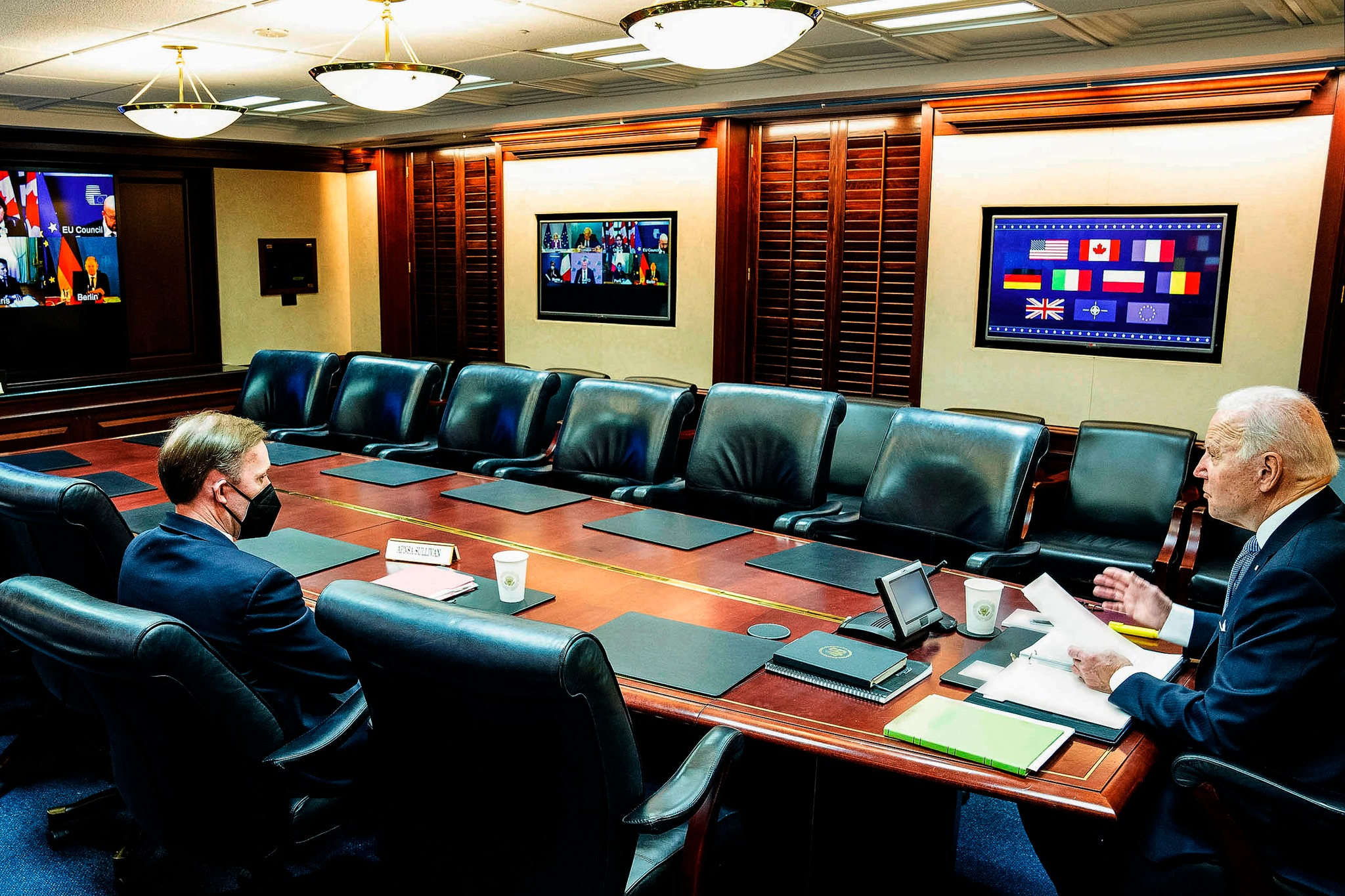
El presidente Joe Biden participando en una videoconferencia con los principales líderes de la OTAN (Alemania, Canadá, Francia, Reino Unido, Polonia, Italia y Rumanía) para discutir la crisis entre Rusia y Ucrania.

El 2 de febrero de 2022, el Pentágono confirmó oficialmente el despliegue de tropas estadounidenses adicionales para fortalecer el flanco este de la OTAN. Los detalles de la operación fueron presentados en la rueda de prensa por el portavoz del Pentágono, John Kirby. 2000 soldados llegarían a Europa del Este en los próximos días. De las tropas estadounidenses estacionadas en Alemania, 1000 soldados irían a Rumanía, donde apoyarán al contingente de 900 efectivos que ya está presente en el país. Aprox. 1700 soldados del 18.º Cuerpo Aerotransportado irían a Polonia.
El 11 de febrero de 2022, el asesor de seguridad nacional de Biden, Jake Sullivan, advirtió públicamente sobre la probabilidad de una invasión rusa de Ucrania antes del final de los Juegos Olímpicos de Invierno de 2022, instó a todos los estadounidenses a abandonar Ucrania de inmediato e indicó que es posible que «no haya posibilidades de una evacuación militar [como la de Afganistán]» una vez iniciada la invasión. Sullivan restó importancia a las comparaciones de las advertencias de inteligencia de una invasión rusa posiblemente inminente de Ucrania con el período previo a la invasión de Irak en 2003, que se basó en afirmaciones de que Irak poseía armas de destrucción masiva. Un alto funcionario de la administración de Biden dijo a los periodistas: «No basamos nuestra evaluación de esto en lo que los rusos dicen públicamente. Basamos esta evaluación en lo que estamos viendo en el terreno con nuestros propios ojos, que es la continua acumulación de fuerzas rusas en la frontera con Ucrania, y no hay evidencia significativa de desescalada».
Según se informa, el presidente Biden les dijo a los líderes occidentales que Rusia podría invadir Ucrania el 16 de febrero de 2022.
Por otra parte, el 22 de febrero, el expresidente Donald Trump y el ex secretario de Estado Mike Pompeo calificaron de «maravillosa» la estrategia de Putin y proponía que su país debería hacer igual en la frontera con México. Aunque también dijo: «Si yo hubiera estado en el cargo, esto habría sido inconcebible. Nunca hubiera sucedido».

#### Países fronterizos con Rusia o Ucrania

##### Bielorrusia
El presidente de Bielorrusia, Aleksandr Lukashenko, ha afirmado que el Estado de la Unión «no quiere la guerra», pero si alguien «impone sanciones o nos intimida», «es imposible derrotarnos» porque, en sus palabras, son invencibles. También afirmó que enviaría «todo un contingente del ejército bielorruso» a la frontera con Ucrania, porque los ucranianos supuestamente comenzaron a llevar tropas allí.
El 18 de enero, el Laboratorio de Investigación Forense Digital del grupo de expertos del Consejo del Atlántico Norte publicó una revisión de la llegada de las tropas rusas a la República de Bielorrusia. En particular, alertaron sobre la llegada de lanzacohetes múltiples Uragán rusos en la estación Réchytsa en el óblast de Gómel al norte de Kiev.

##### Eslovaquia
El ministro de Relaciones Exteriores de Eslovaquia, Ivan Korčok, afirmó que la ruptura del alto el fuego y el aumento del atrincheramiento militar ruso en la frontera con Ucrania son motivo de preocupación, y ha llamado a la distensión.

##### Finlandia y Suecia
Las propuestas rusas de que la OTAN no aceptaría nuevos miembros recibieron fuertes críticas por parte de Suecia y Finlandia, que han mantenido la neutralidad. En enero de 2022, tanto el presidente de Finlandia, Sauli Niinistö, como la primera ministra, Sanna Marin, insistieron en el derecho de Finlandia a decidir a qué alianzas puede unirse. Suecia expresó la misma posición de que solo depende del pueblo sueco decidir si Suecia debe unirse a la OTAN. Las amenazas rusas han provocado el debate en ambos países sobre si deberían solicitar la entrada en la OTAN.
El 13 de enero, las Fuerzas Armadas Suecas anunciaron que están desplegando tropas en la estratégica isla de Gotland, como respuesta a la inusual actividad militar rusa.

##### Georgia
Georgia condenó el 21 de febrero el reconocimiento por Rusia de la independencia de las autoproclamadas repúblicas de Donetsk y Lugansk comparando la situación actual con la que se vivió en territorio georgiano en 2008.

##### Moldavia
El 21 de enero de 2022, durante una entrevista, la presidenta de Moldavia, Maia Sandu, declaró que las autoridades moldavas estaban observando de cerca las tensiones en Ucrania y que se estaban adoptando ciertas medidas preventivas para prepararse para los posibles resultados de la crisis. Sandu también exigió la retirada de las tropas rusas en Transnistria, un territorio rebelde considerado legal e internacionalmente como territorio moldavo.
El 27 de abril de ese mismo año, Maia Sandu condenaba los ataques terroristas ucranianos en Transnitria

##### Países bálticos

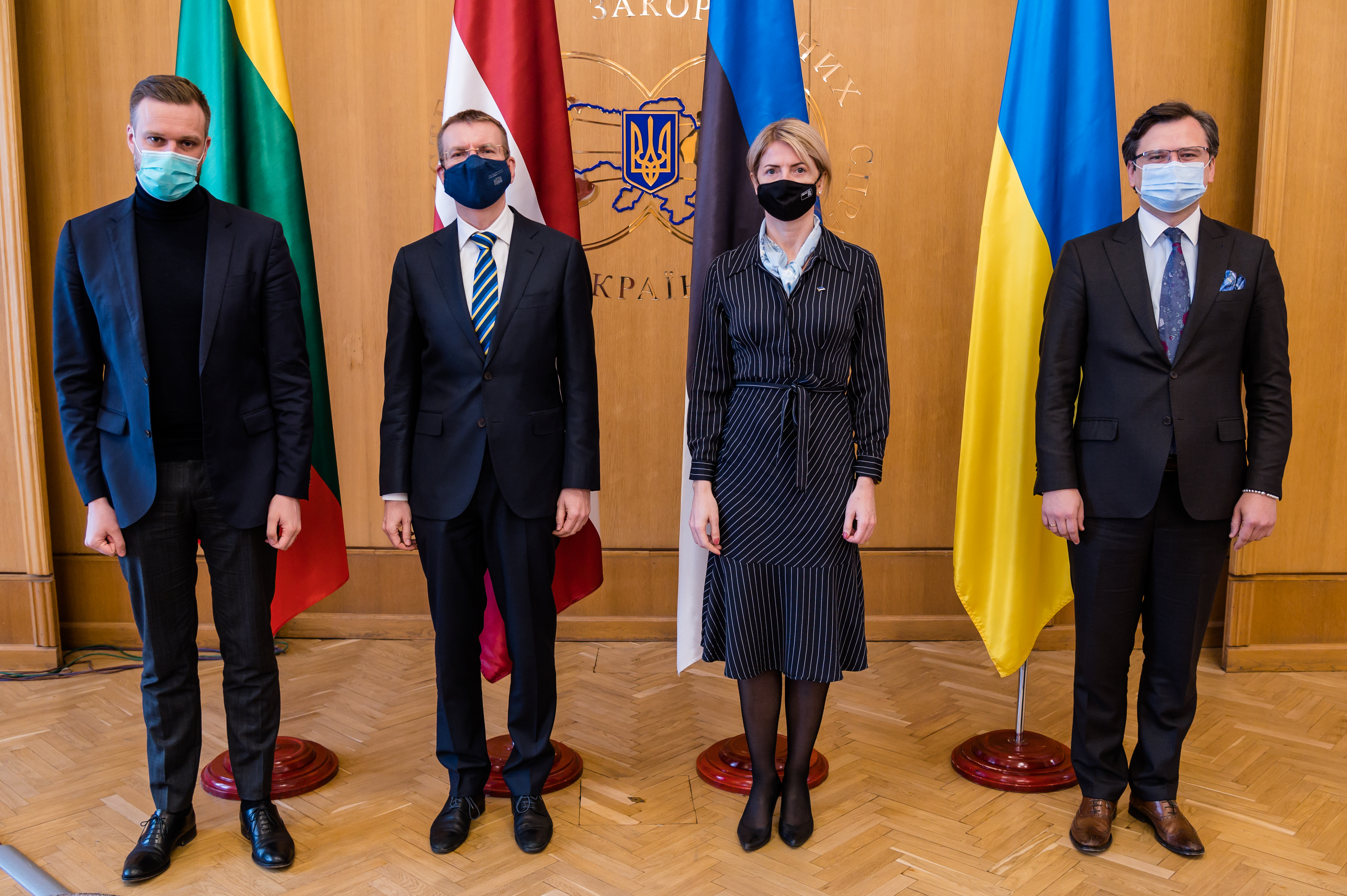
Visita de los Ministros de Asuntos Exteriores de Estonia, Letonia y Lituania a Ucrania el 15 de abril de 2021.

El 10 de enero de 2022, se convocó al Consejo de Defensa del Estado de Lituania para discutir las tensiones ruso-ucranianas. En respuesta al agresivo comportamiento militar ruso, el consejo decidió aumentar el número de tropas y acelerar los planes de modernización militar. El 17 de enero, Letonia aumentó la presencia militar en la parte oriental del país. El 19 de enero, el primer ministro de Estonia anunció un aumento extraordinario del gasto en defensa de 380 millones de euros para el ejercicio fiscal en curso. Los estados bálticos también decidieron acelerar su propia adquisición de armas, incluido el sistema conjunto de artillería de cohetes.
Los tres países declararon que brindarán apoyo militar tanto letal como no letal a Ucrania. Posteriormente se informó que Lituania y Letonia suministrarán misiles FIM-92 Stinger, mientras que Estonia suministrará misiles FGM-148 Javelin.

##### Polonia
El 21 de enero de 2022, el presidente polaco, Andrzej Duda, anunció que Ucrania podía contar con el apoyo polaco si Rusia atacaba y pidió una postura unificada en Europa. El 24 de enero, Pawel Soloch, jefe de la Oficina de Seguridad Nacional de Polonia, declaró que el presidente no se refería a la entrada de tropas polacas en Ucrania porque el gobierno ucraniano no lo había solicitado, pero que «lo más importante es la ayuda militar y humanitaria» y «construir un mensaje uniforme». El día 21, Soloch declaró que «apoyar a Ucrania es una de las prioridades clave de la política del presidente Andrzej Duda», el mismo día Duda y Zelenski discutieron la posibilidad de más entregas de equipos defensivos polacos y de la OTAN.

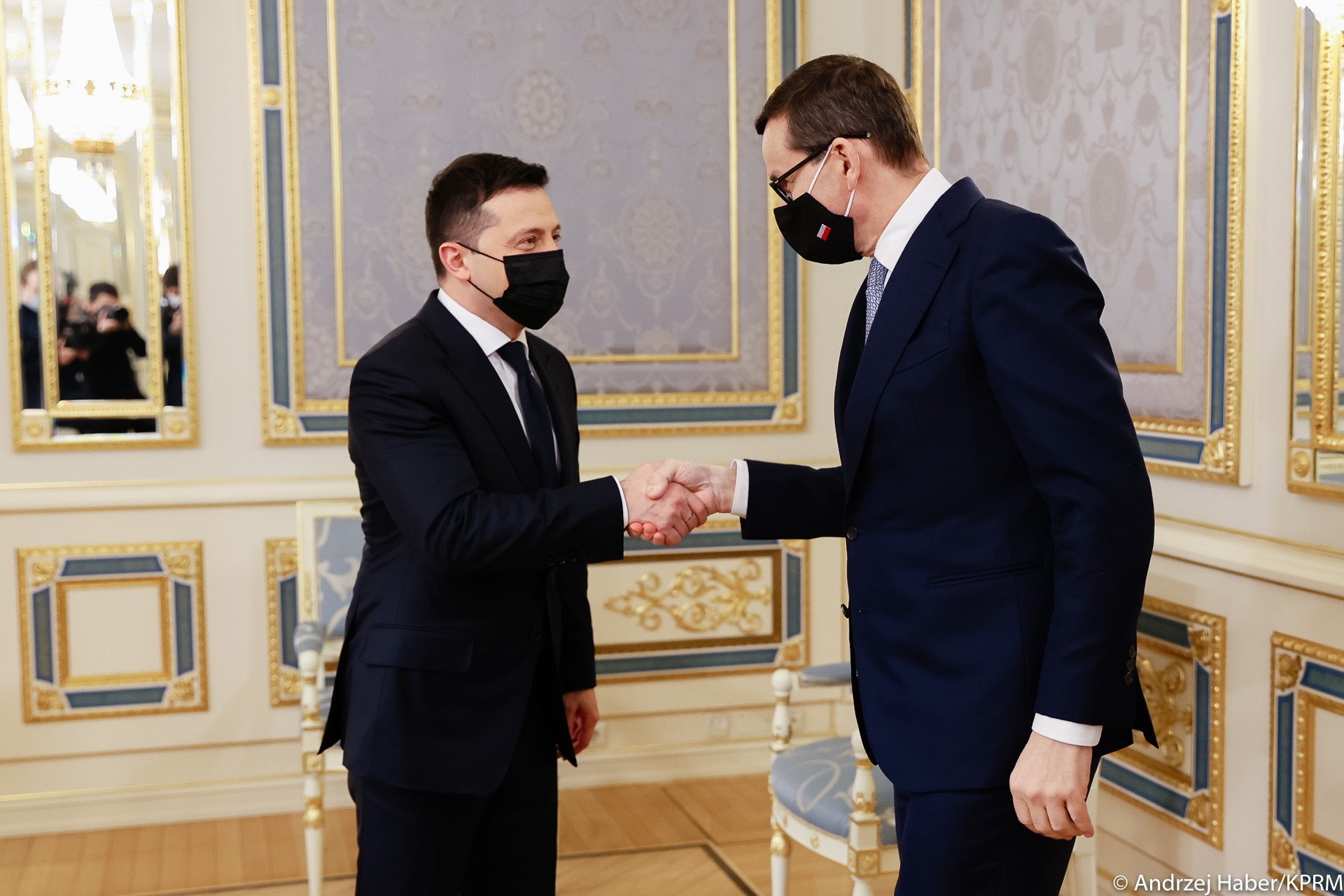
Zelenski con el primer ministro polaco Mateusz Morawiecki en Kiev el 1 de febrero de 2022.

El 1 de febrero, el Reino Unido, Polonia y Ucrania iniciaron conversaciones para formar un «pacto trilateral» para contrarrestar las posibles amenazas de Rusia y para estrechar la cooperación «en varios campos». El primer ministro polaco, Mateusz Morawiecki, prometió ayuda desde Varsovia para Ucrania en términos de gas, ayuda humanitaria y económica y armas, incluidas municiones de artillería, morteros, sistemas portátiles de defensa aérea y drones de vigilancia, diciendo que «vivir cerca de un vecino como Rusia tenemos la sensación de vivir al pie de un volcán». También pidió a Alemania que no inicie el oleoducto Nord Stream 2 porque «al lanzar este oleoducto, Berlín está cargando la pistola de Putin, que luego puede usar para chantajear a toda Europa», y que era importante no solo para Ucrania sino también para toda Europa y la OTAN para hacer frente a Rusia.
El 3 de febrero, se anunció que el presidente polaco, Andrzej Duda, el único jefe de Estado electo de la UE que asistió a la ceremonia de los Juegos Olímpicos de Invierno de Beijing, aprovecharía la visita para presentar el «caso europeo» a Beijing con respecto a su visión del conflicto.

##### Rumanía
El 2 de febrero de 2022, el presidente de Rumania, Klaus Iohannis, pidió a las Fuerzas Armadas rumanas que estuvieran preparadas para cualquier agresión en la región y dijo que las tensiones en Ucrania mostraban que eran necesarias medidas de modernización y preparación del ejército rumano. Además, Iohannis pidió una mayor presencia de la OTAN, Estados Unidos y otros aliados en la región del Mar Negro como consecuencia de la crisis entre Rusia y Ucrania. Anteriormente, el ministro de Defensa Nacional de Rumania, Vasile Dîncu, había dicho que Rumania no se involucraría militarmente en caso de una nueva guerra entre Rusia y Ucrania.

#### Países no fronterizos miembros de la OTAN

##### Albania
El Coronel de las Fuerzas Armadas de Albania Ardian Lulaj y el Jefe de Comunicación Estratégica de Kosovo, el Coronel Sefer Isufi, declararon a principios de diciembre de 2021 que sus respectivos países estarían dispuestos a desplegar a las Fuerzas Armadas de Albania y las Fuerzas de Seguridad de Kosovo en una hipotética misión futura en Ucrania si EE. UU. decidiera liderar tal esfuerzo.

##### Alemania

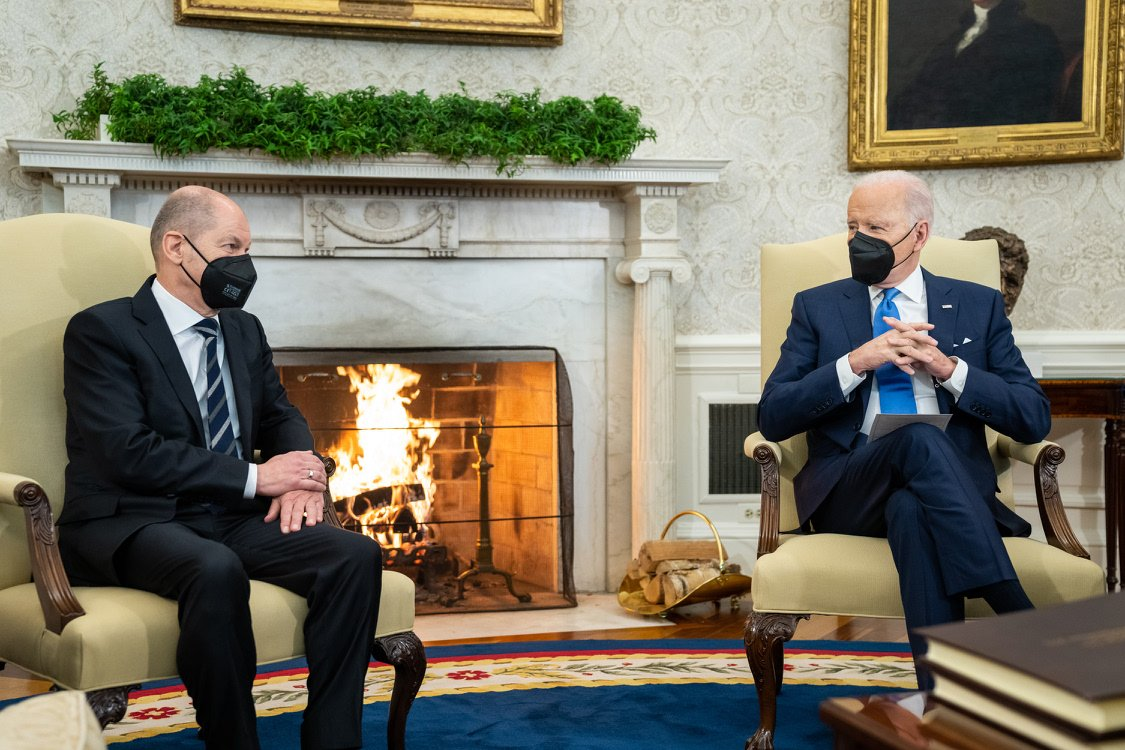
Encuentro entre el Canciller Olaf Scholz de Alemania y Joe Biden para discutir una respuesta diplomática a la crisis el 7 de febrero de 2022.

En abril de 2021, durante una conversación telefónica con el presidente ruso, Vladímir Putin, la canciller alemana, Angela Merkel, exigió que el jefe del Kremlin redujera su presencia militar cerca de las fronteras de Ucrania.
En diciembre de 2021, el canciller alemán Olaf Scholz advirtió sobre las «consecuencias» para el gasoducto Nord Stream 2, un proyecto de gasoducto ruso operado por Gazprom, la compañía energética estatal de Rusia, que suministra gas natural a Alemania. En enero de 2022, la ministra de Relaciones Exteriores de Alemania, Annalena Baerbock, advirtió que «cualquier escalada adicional tendría un alto precio para el régimen ruso: económico, político y estratégico».
La ministra de Defensa alemana, Christine Lambrecht, dijo que su país quiere «disminuir» las tensiones y que suministrar armas «no sería útil». Ucrania también afirmó que la administración alemana bloquea el suministro de armas a través de la OTAN. El 21 de enero de 2022, se informó que Alemania impidió que Estonia exportara armas de origen alemán.
La política alemana ha sido criticada tanto por los ucranianos como a nivel nacional. Tras la presión y las críticas de que Alemania no estaba suministrando armas a Ucrania, Alemania accedió a enviar 5000 cascos.
Según una encuesta de Forsa, el 43 % de Ossis (antiguos ciudadanos de Alemania Oriental) responsabilizan a Estados Unidos por la escalada de la crisis ruso-ucraniana, y solo el 32 % dice que fue culpa de Rusia. En la parte occidental de Alemania el 52 % dijo que Rusia era el culpable.

##### Bulgaria
A principios de enero, el ministro búlgaro de Defensa, Stefan Yanev, respondió a una pregunta parlamentaria sobre el despliegue de unidades militares adicionales en territorio búlgaro que Bulgaria se opone a la «escalada de medidas militares antes de que se utilicen todos los demás medios diplomáticos» y que hasta el momento Bulgaria «no tiene posición nacional» sobre la situación. En diciembre, la idea de aumentar las tropas de la OTAN provocó un consenso de cierta condena dentro del parlamento. El 20 de enero, Bulgaria comenzó a recibir nuevos despliegues de aviones, barcos y fuerzas de la OTAN de España. A partir del 21 de enero, se informó que la postura anterior de Bulgaria de que no estaba interesada en ninguna compra inmediata de nuevos submarinos había «cambiado», con el gobierno búlgaro ahora en negociaciones para comprar dos nuevos submarinos, y Yanev comentó que «el ejército búlgaro debe tener disposición... para reaccionar ante el desarrollo de un escenario negativo en relación con Ucrania y Rusia», mientras continuaba reiterando sus llamados anteriores a la desescalada. El mismo día, el ministro de Asuntos Exteriores búlgaro, Kiril Petkov, condenó el llamamiento ruso para que Bulgaria abandonara la OTAN y para que las tropas de la OTAN se retiraran de Bulgaria y Rumania, mientras que el presidente Rumen Radev calificó la declaración de «inaceptable».

##### Canadá
El presidente de Ucrania, Volodímir Zelenski, mantuvo una conversación telefónica con el primer ministro de Canadá, Justin Trudeau. El presidente informó a Trudeau sobre las constantes violaciones del alto el fuego en el Donbás, lo que provocó pérdidas crecientes entre el ejército ucraniano, así como la creciente amenaza militar a Ucrania por parte de Rusia. El primer ministro de Canadá, Justin Trudeau, declaró un año después que Canadá proporcionará a Ucrania un préstamo de 120 millones de dólares canadienses, pero no transferirá equipo militar.

##### Croacia
El 19 de enero de 2022, el primer ministro de Croacia, Andrej Plenković, dijo en Sabor: «Croacia no quiere una escalada y reaccionará de manera clara y decisiva para evitar cualquier tipo de inestabilidad». El 25 de enero de 2022, el presidente de Croacia, Zoran Milanović, que no tiene poderes ejecutivos en el sistema político del país, señaló lo que llamó el aumento militar de la OTAN en la región y la «conducta inconsistente y peligrosa» de la administración Biden en asuntos de seguridad internacional y destacando su papel como comandante en jefe de Croacia, dijo a la prensa: «No tenemos nada que ver con esto y no tendremos nada que ver con esto. Lo garantizo. Croacia no enviará tropas en caso de una escalada. Por el contrario, llamará a todas las tropas, hasta el último soldado croata». Milanović continuó diciendo que un «acuerdo para satisfacer los intereses de seguridad de Rusia» y que la aguda crisis de Ucrania estuvo «determinada principalmente por la dinámica de la política interna de los Estados Unidos». El mismo día, el primer ministro Andrej Plenković reaccionó a los comentarios del presidente diciendo que, al escucharlos, pensó que lo estaba diciendo «algún funcionario ruso»; también ofreció disculpas a Ucrania y su gobierno por la acusación de Milanović de Ucrania como «uno de los estados más corruptos» y reiteró que Croacia apoyaba la integridad territorial de Ucrania y que no había tropas croatas en Ucrania, mientras que la declaración del presidente «no tenía nada que ver con la política del gobierno de la República de Croacia».

##### Dinamarca
El 13 de enero de 2022, debido al comportamiento agresivo de Rusia, Dinamarca envió aviones de combate F-16 y una fragata a los estados bálticos para reforzar la Presencia Avanzada Mejorada de la OTAN. El 16 de enero, el gobierno danés decidió proporcionar un paquete de defensa de 22 millones de euros para Ucrania.

##### Francia

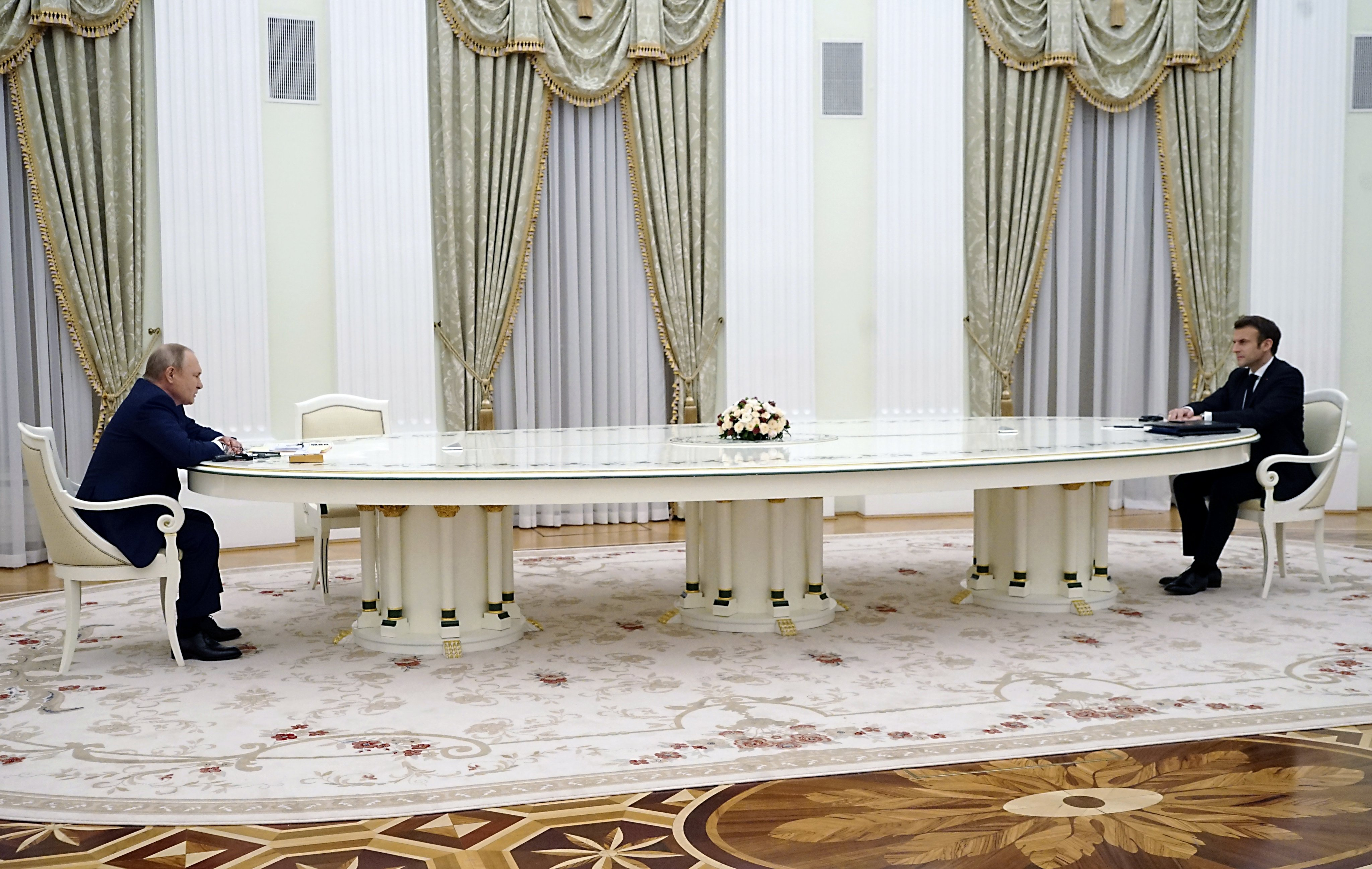
El presidente ruso Vladímir Putin y el presidente francés Emmanuel Macron en Moscú el 7 de febrero de 2022.

El ministro de Relaciones Exteriores de Ucrania, Dmytró Kuleba, mantuvo una conversación telefónica con el ministro de Relaciones Exteriores de Francia, Jean-Yves Le Drian. Dmytró Kuleba informó detalladamente a su interlocutor sobre las últimas acciones de la Federación Rusa destinadas a desestabilizar la situación de seguridad en los territorios temporalmente ocupados de Ucrania. El ministro llamó la atención sobre la retirada amenazante de las tropas rusas a la frontera de Ucrania y la intensificación de la propaganda rusa que amenaza a Ucrania con la guerra. Aseguró que Ucrania no busca la guerra y sigue comprometida con una solución política y diplomática del conflicto ruso-ucraniano. Jean-Yves Le Drian señaló que Francia, al igual que Ucrania, sigue con ansiedad la retirada de las tropas rusas hacia las fronteras del país y los territorios temporalmente ocupados. Aseguró el continuo apoyo de Francia a la soberanía e integridad territorial de Ucrania. El jefe de la diplomacia francesa destacó especialmente las acciones prudentes y sabias de Ucrania en la situación actual.

##### Portugal
El Consejo Superior de Defensa Nacional de Portugal aprobó por unanimidad la participación de las Fuerzas Armadas de Portugal en el ámbito de la OTAN, pero el comunicado no reveló el contingente militar que será movilizado, ni los países a los que el mismo se dirigirá inmediatamente. En concreto, solamente reveló que se aprobó la activación de la Fuerza de Tarea Conjunta de Muy Alta Disponibilidad (VJTF) y el Grupo de Fuerzas de Seguimiento Inicial (IFFG) para su posible participación en los planes de Respuesta Graduada de la OTAN. Según información disponible en el sitio web del Estado Mayor General de las Fuerzas Armadas, estas dos fuerzas representan un total de 1521 efectivos militares. La primera, llamada fuerza de reacción muy rápida, involucra un barco, 162 vehículos tácticos, siete aviones y 1049 militares y tiene una preparación de siete días. El segundo es una fuerza de refuerzo, que estará lista en 30 días, e involucra a 472 soldados, dos barcos y 36 vehículos tácticos. También se autorizó en principio una «posible anticipación del segundo al primer semestre del despliegue de una compañía del Ejército en Rumania».

##### Reino Unido
El primer ministro del Reino Unido, Boris Johnson, dijo que su país estaba preocupado por las actividades de Rusia en la Crimea ocupada y en la frontera con Ucrania. Dijo esto durante una conversación telefónica con el presidente de Ucrania, Volodímir Zelenski. El vice primer ministro Dominic Raab ha dicho que «existe un riesgo muy importante de que Rusia invada Ucrania» e instó a Putin a «dar un paso atrás». La secretaria de Relaciones Exteriores, Liz Truss, escribió en Twitter que el Reino Unido «no tolerará el complot del Kremlin para instalar un liderazgo prorruso en Ucrania».
El almirante Tony Radakin, Jefe del Estado Mayor de la Defensa, advirtió que «una invasión total de Ucrania sería una escalada no vista en Europa desde la Segunda Guerra Mundial».
El líder laborista Keir Starmer dijo que Rusia debería ser golpeada con «sanciones generalizadas y contundentes».
El 1 de febrero, el Reino Unido, Polonia y Ucrania iniciaron conversaciones para formar un «pacto trilateral» para contrarrestar las posibles amenazas de Rusia para estrechar la cooperación «en varios campos».
El 10 de febrero de 2022, la ministra de Relaciones Exteriores británica, Liz Truss, se reunió con su homólogo ruso, Serguéi Lavrov. Lavrov describió la discusión como «resultando como la conversación de un mudo y una persona sorda». Desestimó las «demandas de retirar las tropas rusas del territorio ruso» como «lamentables» y le preguntó a Truss si reconocía la soberanía de Rusia sobre las regiones de Vorónezh y Rostov, dos provincias rusas donde están desplegadas las tropas rusas. Ella pensó erróneamente que Lavrov se estaba refiriendo a áreas de Ucrania y respondió que «el Reino Unido nunca reconocerá la soberanía rusa sobre estas regiones».
El secretario de Defensa, Ben Wallace, dijo que una invasión rusa de Ucrania era «altamente probable», y que el Ministerio de Relaciones Exteriores les estaba diciendo a los ciudadanos británicos que evacuaran mientras todavía había medios comerciales disponibles.

#### Otros países

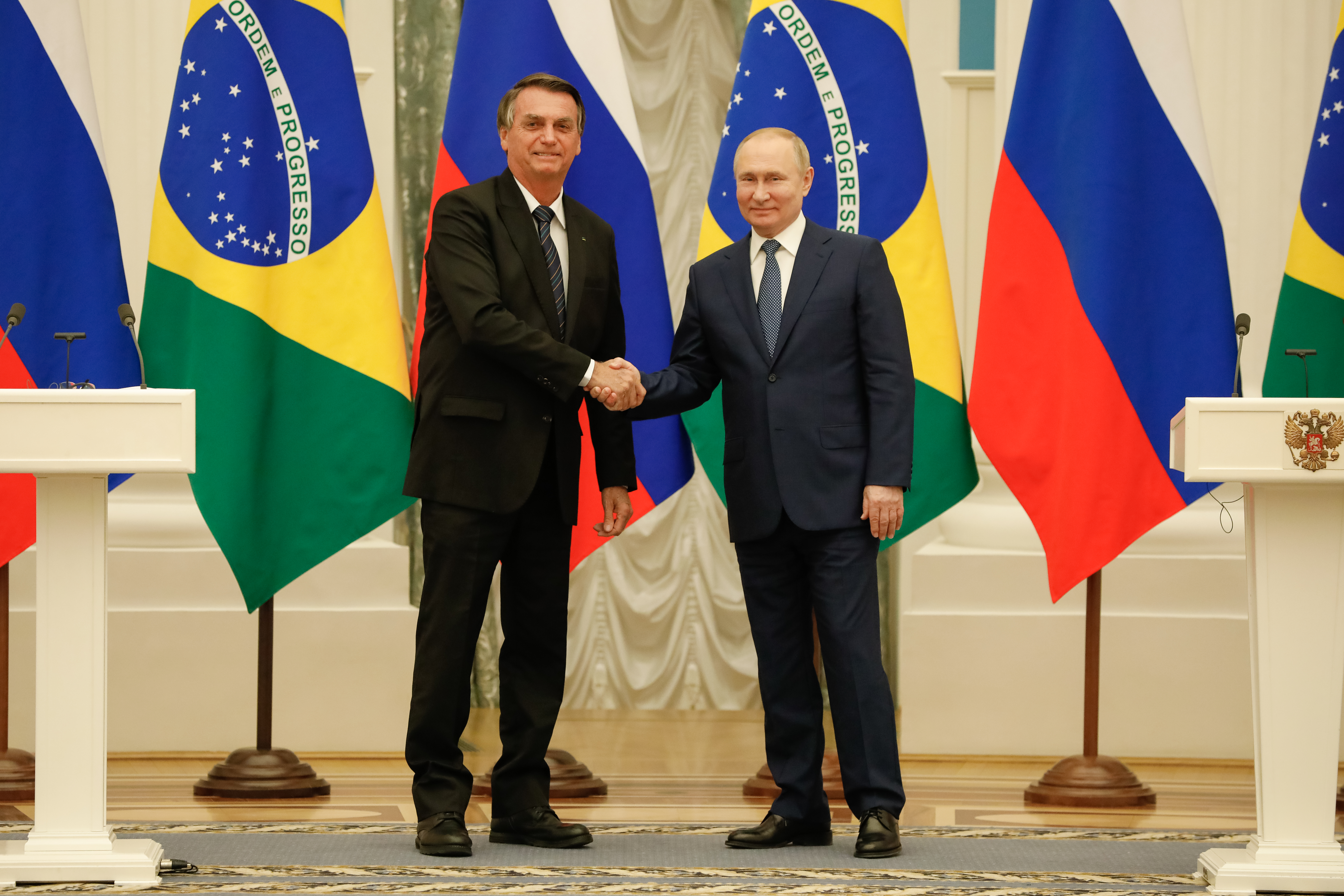
Putin y el presidente brasileño Jair Bolsonaro el 16 de febrero de 2022.

##### Argentina
El gobierno argentino desde el 28 de febrero de 2022 condena la invasión rusa a Ucrania, estando a favor de la integridad territorial de Ucrania, misma política de Estado tomada con anterioridad en torno a la cuestión de Crimea en el año 2014 (a causa del conflicto de Malvinas). El canciller argentino Santiago Cafiero señaló que todas las guerras preventivas son condenables, dado que no son lícitas.

##### Bolivia
El Presidente de Bolivia Luis Arce mostró su preocupación, lamentó la falta de diálogo y entendimiento, llamó a la paz y finalmente exhortó a las partes implicadas a buscar de soluciones diplomáticas dentro del Derecho Internacional y la Carta de las Naciones Unidas.

##### Brasil
El presidente de Brasil, Jair Bolsonaro, llegó a Moscú para mantener conversaciones comerciales con Putin el 16 de febrero de 2022. Bolsonaro dijo: «Rezamos por la paz y respetamos a todos los que actúan de esa manera».

##### China

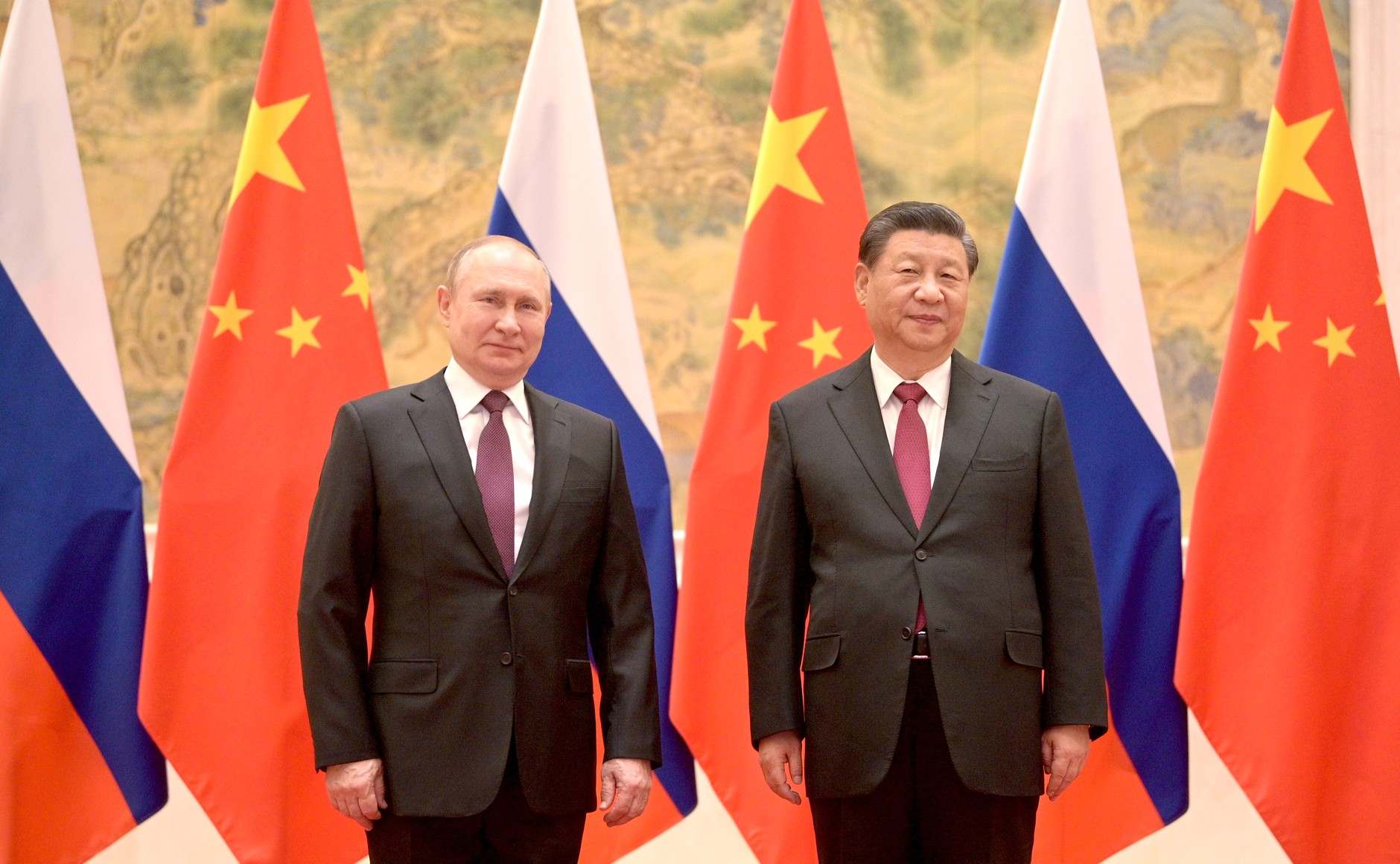
Putin visitó China y se reunió con el líder chino Xi Jinping el 4 de febrero de 2022.

El presidente chino y secretario general del PCCh, Xi Jinping, apoyó la demanda de Rusia de que Ucrania nunca debe unirse a la OTAN. El 14 de enero de 2022, un portavoz del Ministerio de Relaciones Exteriores de China enfatizó que todos los países deben aplicar una resolución tradicional de la Tregua olímpica de la ONU «desde siete días antes del inicio de los Juegos Olímpicos hasta siete días después del final de los Juegos Paralímpicos», refiriéndose tanto a los próximos Juegos Olímpicos de Invierno de Pekín 2022 que se llevarán a cabo del 4 de febrero de 2022 al 20 de febrero de 2022, así como los próximos Juegos Paralímpicos de Invierno de Pekín 2022 que se llevarán a cabo del 4 de marzo de 2022 al 13 de marzo de 2022. En este marco de tiempo, la resolución de tregua propuesta comenzaría el 28 de enero de 2022 y concluirá el 20 de marzo de 2022.

##### Colombia
El presidente de Colombia, Iván Duque, aseguró el 14 de febrero desde Bruselas, en medio de una gira europea, con el secretario general de la OTAN, Jens Stoltenberg, que el país apoya la resolución emitida en el 2014 por la ONU, que destaca la integralidad de Ucrania: «Si llegara a haber cualquier tipo de acción frente a esa integralidad territorial vamos a unirnos a la comunidad internacional respecto a todas las acciones que se evalúen en su momento».

##### Guatemala
El Gobierno expresaba su gran preocupación y condena a la invasión de Ucrania, pidiendo a ambas partes buscar una solución diplomática. Indicó además que promovería una ofensiva diplomática en la ONU.

##### Irlanda
Debido a los ejercicios navales rusos a 240 km de la costa suroeste de Irlanda, el ministro de Relaciones Exteriores de Irlanda, Simon Coveney, dijo que Rusia no es bienvenida.

##### Japón
El primer ministro de Japón, Fumio Kishida, dijo que él y Biden trabajarían en estrecha colaboración para evitar una invasión rusa de Ucrania y «mantendrían un estrecho contacto con otros aliados y socios y continuarían comunicándose sobre el punto de que cualquier ataque se enfrentará con una acción enérgica». En un tuit, Biden dijo que era «un honor reunirme con el primer ministro Kishida para fortalecer aún más la alianza Estados Unidos - Japón, la piedra angular de la paz y la seguridad en el Indo-Pacífico y en todo el mundo».

##### México
Andrés Manuel López Obrador, presidente de México, dijo que su Gobierno estaba a favor de la paz y que esperaba una resolución diplomática promoviendo el diálogo. Además indicó que el conflicto no afectaría a los precios de la electricidad en su país.

##### Santa Sede
El 23 de enero de 2022, el Papa Francisco dijo: «Sigo con preocupación el aumento de las tensiones que amenazan con infligir un nuevo golpe a la paz en Ucrania y poner en entredicho la seguridad del continente europeo, con repercusiones aún más amplias».

##### Venezuela
El presidente de Venezuela Nicolás Maduro expresó su preocupación por la crisis en Ucrania; aunque lamentó el no cumplimiento del Protocolo de Minsk por parte de la OTAN y rechazó el aplicar sanciones ilícitas y ataques económicos. Juan Guaidó, por su parte, calificó la acción de «reconocimiento ilegal» y «acción unilateral de intervención», y rechazó el despliegue de tropas rusas en los territorios de Donetsk y Lugansk.

#### Otras organizaciones

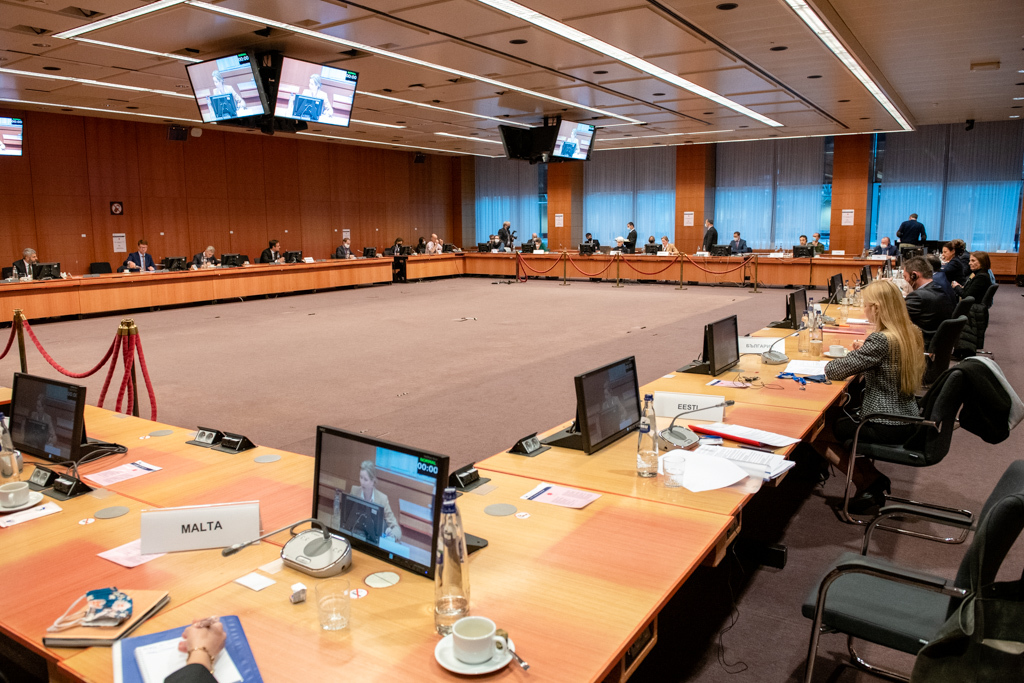
El Comité Político y de Seguridad de la Unión Europea reunido en enero de 2022 para hablar de la crisis.

Ucrania incorporó el párrafo 16 del Documento de Viena e inició una reunión el 10 de abril de 2021 en la OSCE sobre el aumento de las tropas rusas cerca de la frontera con Ucrania y en la Crimea temporalmente ocupada. La iniciativa de Ucrania fue apoyada por los países socios, pero la delegación rusa no se presentó en la reunión y se negó a dar explicaciones.
El 24 de enero de 2022, debido al conflicto, la Comisión Europea propuso 1200 millones de euros de ayuda financiera para Ucrania en subvenciones y préstamos. El mismo día, al comentar sobre la partida de los familiares de los empleados del gobierno de EE. UU. en la Embajada de EE. UU. en Kiev, el jefe de política exterior de la UE, Josep Borrell, dijo que no hay necesidad de «dramatizar en lo que respecta a las negociaciones».
La Iglesia ortodoxa de Constantinopla, de la voz de Bartolomé I,  dijo: «Nuestra Iglesia, nuestro Sagrado Centro en Fanar, espera y reza por la paz en todo el mundo para que no se repita la fatalidad cuando mueran miles de jóvenes, dejando niños huérfanos y madres viudas. La guerra nunca ha dado buenos resultados».
La CorteIDH, por medio de su presidente, el juez Ricardo Pérez Manrique, emitió un comunicado el que se podía leer: «Hago un especial llamado a solucionar este conflicto en función del derecho y la aplicación de principios básicos como que un Estado debe respetar la soberanía de otro Estado. Hay que volver al origen del derecho internacional público y respetar los compromisos internacionales».

### Sociedad civil
- Bielorrusia: 
  - El 24 de enero, unos hacktivistas bielorrusos declararon que habían interrumpido los «servidores, bases de datos y estaciones de trabajo» de la red ferroviaria de Bielorrusia utilizando ransomware, mientras dejaban en su lugar los sistemas de automatización y seguridad. Prometieron liberar los sistemas siempre que se liberara a 50 presos políticos y se impidiera la entrada de soldados rusos a Bielorrusia.[470]
  - Dmytró Bondarenko, coordinador de la campaña civil europea de Bielorrusia, dijo a Charter97.org el 26 de enero de 2021 que cree que, en caso de una agresión rusa, decenas de miles de bielorrusos lucharían contra la Federación Rusa del lado de Ucrania y defenderían la soberanía e independencia de ese país. Está convencido de que el deseo de Putin y los generales rusos de blandir armas y lanzar agresiones contra Ucrania y otros países se debe a la debilidad. Después de todo, en comparación con los centros de poder del mundo, la Unión Europea, los Estados Unidos y China, Rusia se ha convertido en un mendigo de un hooligan agresivo en los últimos 20 años, durante el gobierno de Putin.[471]
- Grupo de hackers anónimos
  - Miembros del grupo descentralizado de piratas informáticos Anonymous dedicaron unas líneas de sus hackeos en los sitios web de las Naciones Unidas y el Instituto de Investigación Polar de China, a promover propuestas para terminar con la crisis, incluso pidiendo la creación de una «agrupación de punto neutral» de países «encajados entre la OTAN y Rusia» que incluiría Ucrania, Finlandia, Bielorrusia, Georgia, Armenia, Azerbaiyán y Moldavia. Anonymous argumentó que el llamado «cinturón de seguridad neutral» podría servir como una alianza similar a la Organización del Tratado del Atlántico Norte (OTAN) o la Organización del Tratado de Seguridad Colectiva (OTSC) que actuaría como un cordón sanitario entre los países de la OTAN y OTSC con el fin de «mitigar los temores de Rusia sin que la OTAN pierda la cara».[472] Además, incrustaron el artículo del investigador principal del Quincy Institute for Responsible Statecraft Anatol Lieven «Poner fin a la amenaza de guerra en Ucrania» en la página afectada por sus hackeos y pidieron un referéndum sobre si seguir el Protocolo de Minsk existente o entregar los territorios controlados por los separatistas a una administración de mantenimiento de la paz de la ONU. Más tarde, un segundo referéndum en las regiones separatistas pediría a los votantes que elijan entre reunificarse con Ucrania, obtener la independencia o unirse a Rusia.[473][474][475][476]
- Intelectuales rusos
  - El 30 de enero, 90 intelectuales rusos, incluidos Lev Ponomariov, Valeri Bórschev, Svetlana Gánnushkina, Leonid Gozman, Liya Ajedzhákova y Andréi Makarévich, emitieron una declaración pública en la emisora de radio Eco de Moscú oponiéndose a las amenazas del gobierno ruso de una invasión total de Ucrania. Afirmaron que las autoridades no habían consultado al público y que los medios de comunicación estatales estaban únicamente a favor de la guerra. Se opusieron a presentar la guerra como algo inevitable. Ponomariov, Gánnushkina y sus cosignatarios se opusieron enérgicamente a un ataque a Ucrania por considerarlo injustificado e inmoral. Predijeron el desarrollo de un movimiento de masas contra la guerra en Rusia y prometieron hacer todo lo posible para evitar la guerra.[477] Más intelectuales y activistas firmaron la declaración contra la guerra. Al 1 de febrero de 2022, la declaración había sido firmada por 2000 intelectuales rusos.[478]
- Sociedad civil ucraniana
  - El 5 de febrero de 2022, de dos[479] a cinco[480] mil personas en Járkov marcharon por la ciudad con pancartas que decían «Járkiv es Ucrania» y «detengan la agresión rusa».[479] Los participantes afirmaron que había enojo ante la idea de una invasión rusa, en lugar de pánico como en 2014 cuando comenzó la guerra en el Donbás. Los entrevistados juzgaron que el ejército y los ciudadanos ucranianos dificultarían una invasión rusa, con las fuerzas rusas «sufriendo pérdidas intolerables», y que los residentes de Járkov «[sabían] cómo sobrevivir» después de años de vivir bajo la amenaza de invasión.[479]

El 12 de febrero, dos mil personas participaron en una Marcha de Unidad en el centro de Kiev, con el objetivo de mostrar unidad frente a la amenaza de una nueva invasión rusa de Ucrania. Los manifestantes corearon Gloria a Ucrania y portaron banderas ucranianas. Las pancartas declaraban «la guerra no es la respuesta» y llamaban a la gente a resistir la posible invasión. Los participantes de la marcha declararon que estaban listos para «luchar por la independencia», «no tenían miedo», estaban «orgullosos de su país» y preguntaron: «¿Por qué Putin debería decirnos qué hacer?». La marcha incluyó a veteranos de la guerra en curso en Donbás.